# Maison de Laval
 (juillet 2024).
Pour les articles homonymes, voir Laval.
La maison de Laval est une famille éteinte de la noblesse française, ou plutôt une succession (en lignée féminine) de cinq familles de la noblesse française, qui fut influente dès le XIe siècle, aussi bien dans le comté du Maine que dans le duché de Bretagne. Ces familles sont éteintes de nos jours.
À partir du XIVe siècle, elle devint, avec les Rohan et les Clisson, une des familles les plus puissantes du duché de Bretagne, tout en restant la première famille du Maine. Tout au long du Moyen Âge, elle sut préserver ses intérêts en maintenant une relation équilibrée entre les ducs de Bretagne et les rois de France. Néanmoins, à la fin de la guerre de Cent Ans, les comtes de Laval rejoignent la cause royale et participent aux batailles contre les Anglais. Les victoires successives de Charles VII leur permettent d'affermir encore leur position et leur fortune. À la fin du XVe siècle, la maison de Laval a acquis un statut quasi princier, et elle possède de vastes domaines dans tout le Nord-Ouest de la France, dont le comté de Laval. Elle atteint son apogée sous la Renaissance, avant de décliner à partir du milieu du XVIe siècle.

## Introduction
« Je puis avancer qu'il y a peu de Maisons en l'Europe sans en excepter les souverains qui se puissent vanter d'une plus grande antiquité et d'une plus grande splendeur et puissance en son commencement, Origo ipsa jam gloria est, disoit Cassiodore et l'on peut comparer la maison de Laval a un grand fleuve navigable en sa source, à Jacques Le Blanc de la Vignolle, Histoire des Seigneurs de Laval. ».
Les sources sur la famille de Laval sont extrêmement dispersées. Les archives de la Maison de Laval ont disparu.

### Ascension
La Maison des Laval était, avec celles des Rohan et des Clisson, la plus puissante au duché de Bretagne. Au début du XVe siècle, elle est progressivement devenue la famille la plus importante du Maine et de Haute-Bretagne. Elle a développé une tradition importante au service de la famille royale de France, en maintenant de façon habile une relation prudente avec les ducs de Bretagne et les rois de France. Néanmoins, à la fin de la guerre de Cent Ans, les comtes de Laval rejoignent la cause royale et participent aux batailles contre les Anglais. Le triomphe de Charles VII leur permet d'obtenir des gratifications à la fois administratives et militaires. À la fin du siècle, la maison de Laval a presque acquis un statut quasi princier, et la famille possède de vastes domaines dans le Nord-Ouest de la France.
La fin du XVe siècle apporte un nouveau défi : celui de la succession du duc François II de Bretagne, créant une instabilité à maintenir une position neutre entre le pouvoir de plus en plus puissant du roi de France par rapport à la faiblesse croissante du duc de Bretagne. Les Laval font le choix astucieux de suivre tranquillement l'union de la Bretagne à la France, renforçant leur double statut de seigneurs autonomes et de représentants de l'autorité royale.
La disparition de la cour ducale après qu'Anne de Bretagne accepte d'épouser le roi de France laisse la porte ouverte à une prise de pouvoir dans l'Ouest de la France. Les familles nobles de la région tentent de combler le vide laissé. C'est ainsi que Guy XVI de Laval (1476-1531) rassemble une des plus importantes cours de la Renaissance autour de lui. Il mélange ainsi son propre entourage et profite du pouvoir obtenu par les Laval comme gouverneur, lieutenant général et amiral de Bretagne pour amener à lui un entourage important, rassemblant les principales familles de la région, nobles et bourgeoises. Guy XVII de Laval (1522-1547) va contribuer à son tour à la fortune de la famille, en développant une carrière à la cour royale, et une amitié avec le dauphin, futur Henri II. C'est la période la plus florissante des comtes de Laval, et au milieu du XVIe siècle par leurs affinités et la politique menées au cours des deux siècles précédents, les amène à être une des familles les plus importantes du royaume de France.

### Déclin
La fortune de la famille de Laval va aller en déclinant à partir de la mort de Guy XVII en 1547. Guy XVII ne laisse pas de descendance mâle, et le patrimoine de la famille de Laval passe sous sa nièce Guyonne de Rieux (1524-1567), mariée en 1545 à Louis de Sainte-Maure (Guy XVIII), marquis de Nesle et comte de Joigny. L'héritage non direct et la mésentente entre les époux, notamment sur le contrôle et l'administration des terres, vont nuire à la puissance de la famille. Guyonne va de plus amener une situation plus difficile encore en prenant cause pour le protestantisme. Le début des guerres de Religion va sérieusement entamer la tradition familiale de service acquis à la monarchie française. Entre 1550 et 1560, un nombre important de nobles rejoint la Réforme, et les Laval sont parmi les familles les plus importantes du royaume de France à adhérer à la nouvelle religion. Dans les terres qu'ils possèdent, la population reste majoritairement catholique, et ils sont avec les Rohan, les seuls représentants importants du protestantisme dans le Maine et la Bretagne. Ils établissent à Vitré l'unique place forte protestante dans l'Ouest de la France. Grâce à leur réputation militaire, leur étendue considérable, leurs liens avec les Montmorency et les Coligny, les Laval sont considérés comme des représentants les plus éminents du protestantisme.
François de Montmorency-Laval (1623-1708), descendant de cette famille, est le premier évêque de Québec; la ville de Laval (au nord de Montréal), et l'université Laval de Québec portent son nom, de même que le collège Montmorency, situé dans la ville de Laval.

## Histoire

### Seigneurie de Laval
La seigneurie de Laval apparaît dans le premier quart du XIe siècle. Il demeure assez difficile de situer précisément l'origine généalogique de la Maison de Laval avant le début du XIe siècle.
Le château est construit par un certain Guy Ier de Dénéré (ou de Laval), vassal du comte du Maine Herbert Ier Eveille-Chien. La première mention explicite des Laval mentionne Guy, et lui donne le titre de fondateur de la place forte de Laval. Pour l'abbé Angot, Guy Frey Ier de Laval est originaire de la Champagne du Maine : ladite Champagne au Maine est située à l'ouest du Mans, dans la partie occidentale de la Sarthe, avant la Charnie bien plus boisée, et comporte notamment Loué, l'abbaye de Champagne, Conlie ainsi que de nombreux toponymes en Champagne ; sa partie sud, qui semble avoir été le berceau de la geste des Laval, entre Sablé et Brûlon, s'appellera plus tard la Champagne-Hommet, avec Auvers, Juigné, Verdelles, jusqu'à Avoise/la Motte de Denneray, qui serait donc le fief initial de Guy Ier (cf. les articles Parcé (en la Champagne d'Anjou) et Mathefelon). Les liens avec la Champagne du/au Maine sont renforcés par le deuxième mariage en 1286 de Guy VIII avec Jeanne de Brienne de Beaumont, dame de Loué. La Champagne mancelle est limitée au sud par le cours de la Sarthe. On retrouve le toponyme champagne avec Champagné à l'est du Mans, et la Champagne d'Anjou ou de Parcé, juste au sud de la Champagne du Maine et de la vallée de la Sarthe, berceau de la famille dite de Champagne-(Parcé) qui joua un grand rôle en Anjou-Maine, ayant eu notamment Champigné, Le Bailleul, Avoise et Pescheseul, Durtal et Mathefelon, La Suze et Villaines.
La dernière descendante directe des sires de Laval, Emma de Laval (vers 1198-1264), épouse au XIIIe siècle (en 1218) le connétable Mathieu II de Montmorency (1168-1230) et la châtellenie change ainsi de famille. À l'extinction de la lignée masculine des Laval-Montmorency (ou 2e Maison de Laval) à la mort de Guy XII de Laval (1412), les terres, les titres et le château reviennent au gendre de ce dernier, Jean de Montfort-Gaël (Guy XIII) (1385-1414 ; issu des Montfort de Bretagne), époux en 1404 de l' héritière Anne de (Montmorency-) Laval (1385-1466) : Souche des Laval-Montfort (ou 3e Maison de Laval) et parents notamment de François de Montfort (Guy XIV) (1406-1486), 1er comte de Laval en 1429.
En effet, afin de respecter la tradition locale, Jean prend le nom de Guy XIII de Laval. Son fils, Guy XIV de Laval, lui succède en 1415. Ce dernier, compagnon de Jeanne d'Arc, obtient du roi Charles VII de France l'élévation de la seigneurie de Laval en comté en 1429.
La même famille (en lignée féminine ; en fait les Laval-La Trémoïlle (ou 6e Maison de Laval), successeurs en 1605 des Laval-Coligny, venus en 1567 après les Laval-Rieux, parvenus eux-mêmes en 1547 : cf. l'article Guy XVI) occupera la forteresse jusqu'en 1794. Il est par ailleurs à noter que le célèbre Gilles de Retz (ou de Rais), meurtrier notoire et modèle probable de Charles Perrault pour sa Barbe Bleue, appartenait à une branche cadette de la famille de Montmorency-Laval.

### Légendes historiques
Les comtes d'Anjou, les ducs de Bretagne, d'après leurs anciens annalistes, avaient des origines fabuleuses et remontaient aux Troyens. Les sires de Laval, se contentaient de descendre d'un neveu de Charlemagne. Ces légendes avaient pour elles la consécration d'une antiquité assez reculée. Guy-Walla en particulier et ses premiers successeurs étaient admis par la tradition quand le chanoine Pierre Le Baud leur donnait entrée dans son histoire au commencement du XVIe siècle.
La maison de Laval avait ses fables déjà reçues au XVe siècle. À cette époque et depuis encore les comtes de Laval étaient les héritiers du nom de Laval et du surnom patronymique de Guy. On avait intérêt à flatter leur amour-propre en remontant de quelques degrés les générations de leurs aïeux.
Les alliances que Jean-Baptiste de Goué donne à ses ancêtres, pour établir ces degrés lointains, sont visiblement fausses comme celle qui lui créerait un lien de parenté avec l'un des barons de Laval, en l'an 1010.
André René Le Paige parle aussi de mémoires qui remontent à l'origine de la famille de Laval jusqu'à Marcomire, l'un des trois chefs des Francs qui secouèrent le joug des Romains sous l'empire de Valérien, environ en 259. Jehan Daniel, au XVIe siècle indique que Laval était déjà une place forte connue des Romains et que son nom et ses armes avaient été décernés par Jules César lui-même pour « leur grande vaillantise. » Le Paige ajoute que ce sujet est plein de fables et d'acronymes.

### Les barons de Laval

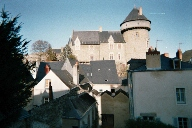
Château de Laval

Sans nouvelles découvertes historiques avérées, on peut en conclure dans l'immédiat, que la famille de Laval a émergé des rangs de l'élite locale, et qu'avec la construction du château de Laval, elle a commencé à dominer les terres environnantes.
Les premiers barons de Laval ont gravi progressivement les rangs de l'aristocratie régionale par les relations familiales importantes obtenues par leurs mariages, et leurs faits de haut rang. Guy Ier de Laval, revenant d'un pèlerinage à Jérusalem en 1039, arrive à conserver la richesse familiale
Les Laval vont participer aux principaux événements de cette époque dans l'Ouest de la France : en 1118, Guy IV de Laval fait une participation remarquée à la bataille de Sées, combattant au nom de la couronne française contre les Normands.

### Les liens avec l'Angleterre

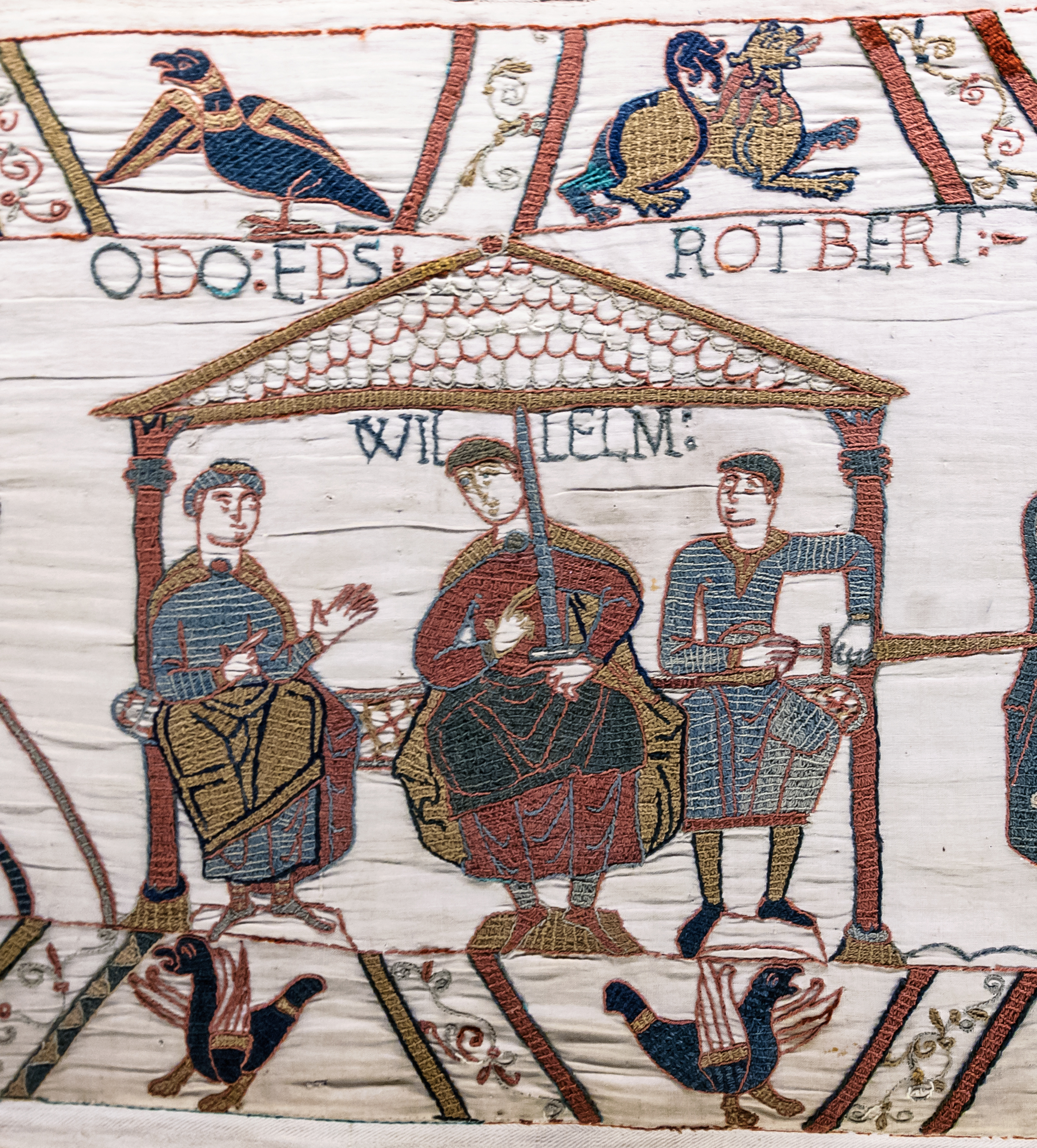
Robert de Mortain (à droite) conversant avec le duc Guillaume et son frère Odon (à gauche).

La famille de Laval possède de bonne heure des connexions familiales de premier plan : Guy II de Laval († ap. 1105), connu comme « le Chauve », s'est marié avec Denise de Mortain, fille de Robert de Mortain et nièce de Guillaume le Conquérant. Cette alliance permet aussi à Hugues, le plus jeune des frères de Guy de s'implanter dans le Northumberland. La famille aristocratique anglaise Delaval serait issue de la famille de Laval.
| Robert I duc de Normandie | Robert I duc de Normandie | Robert I duc de Normandie | Robert I duc de Normandie | Robert I duc de Normandie | Robert I duc de Normandie |                          |                          |                         |                         |                         |                         | Arlette de Falaise | Arlette de Falaise | Arlette de Falaise | Arlette de Falaise | Arlette de Falaise | Arlette de Falaise |                |                |      |      |                   |                   | Herluin de Conteville | Herluin de Conteville | Herluin de Conteville | Herluin de Conteville | Herluin de Conteville | Herluin de Conteville |                  |                  | Guy Ier de Laval | Guy Ier de Laval | Guy Ier de Laval | Guy Ier de Laval | Guy Ier de Laval | Guy Ier de Laval |  |  |  |  |  |  |  |  |  |  |  |  |  |  |  |  |  |  |  |  |  |  |  |  |  |  |
| Robert I duc de Normandie | Robert I duc de Normandie | Robert I duc de Normandie | Robert I duc de Normandie | Robert I duc de Normandie | Robert I duc de Normandie |                          |                          |                         |                         |                         |                         | Arlette de Falaise | Arlette de Falaise | Arlette de Falaise | Arlette de Falaise | Arlette de Falaise | Arlette de Falaise |                |                |      |      |                   |                   | Herluin de Conteville | Herluin de Conteville | Herluin de Conteville | Herluin de Conteville | Herluin de Conteville | Herluin de Conteville |                  |                  | Guy Ier de Laval | Guy Ier de Laval | Guy Ier de Laval | Guy Ier de Laval | Guy Ier de Laval | Guy Ier de Laval |  |  |  |  |  |  |  |  |  |  |  |  |  |  |  |  |  |  |  |  |  |  |  |  |  |  |
|                           |                           |                           |                           |                           |                           |                          |                          |                         |                         |                         |                         |                    |                    |                    |                    |                    |                    |                |                |      |      |                   |                   |                       |                       |                       |                       |                       |                       |                  |                  |                  |                  |                  |                  |                  |                  |  |  |  |  |  |  |  |  |  |  |  |  |  |  |  |  |  |  |  |  |  |  |  |  |  |  |
|                           |                           |                           |                           |                           |                           |                          |                          |                         |                         |                         |                         |                    |                    |                    |                    |                    |                    |                |                |      |      |                   |                   |                       |                       |                       |                       |                       |                       |                  |                  |                  |                  |                  |                  |                  |                  |  |  |  |  |  |  |  |  |  |  |  |  |  |  |  |  |  |  |  |  |  |  |  |  |  |  |
|                           |                           |                           |                           |                           |                           | Guillaume le Conquérant  | Guillaume le Conquérant  | Guillaume le Conquérant | Guillaume le Conquérant | Guillaume le Conquérant | Guillaume le Conquérant |                    |                    | Odon de Bayeux     | Odon de Bayeux     | Odon de Bayeux     | Odon de Bayeux     | Odon de Bayeux | Odon de Bayeux |      |      | Robert de Mortain | Robert de Mortain | Robert de Mortain     | Robert de Mortain     | Robert de Mortain     | Robert de Mortain     |                       |                       |                  |                  | Hamon de Laval   | Hamon de Laval   | Hamon de Laval   | Hamon de Laval   | Hamon de Laval   | Hamon de Laval   |  |  |  |  |  |  |  |  |  |  |  |  |  |  |  |  |  |  |  |  |  |  |  |  |  |  |
|                           |                           |                           |                           |                           |                           | Guillaume le Conquérant  | Guillaume le Conquérant  | Guillaume le Conquérant | Guillaume le Conquérant | Guillaume le Conquérant | Guillaume le Conquérant |                    |                    | Odon de Bayeux     | Odon de Bayeux     | Odon de Bayeux     | Odon de Bayeux     | Odon de Bayeux | Odon de Bayeux |      |      | Robert de Mortain | Robert de Mortain | Robert de Mortain     | Robert de Mortain     | Robert de Mortain     | Robert de Mortain     |                       |                       |                  |                  | Hamon de Laval   | Hamon de Laval   | Hamon de Laval   | Hamon de Laval   | Hamon de Laval   | Hamon de Laval   |  |  |  |  |  |  |  |  |  |  |  |  |  |  |  |  |  |  |  |  |  |  |  |  |  |  |
|                           |                           |                           |                           |                           |                           |                          |                          |                         |                         |                         |                         |                    |                    |                    |                    |                    |                    |                |                |      |      |                   |                   |                       |                       |                       |                       |                       |                       |                  |                  |                  |                  |                  |                  |                  |                  |  |  |  |  |  |  |  |  |  |  |  |  |  |  |  |  |  |  |  |  |  |  |  |  |  |  |
|                           |                           |                           |                           |                           |                           | Henri Ier d'Angleterre   | Henri Ier d'Angleterre   | Henri Ier d'Angleterre  | Henri Ier d'Angleterre  | Henri Ier d'Angleterre  | Henri Ier d'Angleterre  |                    |                    |                    |                    |                    |                    |                |                |      |      | Denise de Mortain | Denise de Mortain | Denise de Mortain     | Denise de Mortain     | Denise de Mortain     | Denise de Mortain     |                       |                       |                  |                  | Guy II Le Chauve | Guy II Le Chauve | Guy II Le Chauve | Guy II Le Chauve | Guy II Le Chauve | Guy II Le Chauve |  |  |  |  |  |  |  |  |  |  |  |  |  |  |  |  |  |  |  |  |  |  |  |  |  |  |
|                           |                           |                           |                           |                           |                           | Henri Ier d'Angleterre   | Henri Ier d'Angleterre   | Henri Ier d'Angleterre  | Henri Ier d'Angleterre  | Henri Ier d'Angleterre  | Henri Ier d'Angleterre  |                    |                    |                    |                    |                    |                    |                |                |      |      | Denise de Mortain | Denise de Mortain | Denise de Mortain     | Denise de Mortain     | Denise de Mortain     | Denise de Mortain     |                       |                       |                  |                  | Guy II Le Chauve | Guy II Le Chauve | Guy II Le Chauve | Guy II Le Chauve | Guy II Le Chauve | Guy II Le Chauve |  |  |  |  |  |  |  |  |  |  |  |  |  |  |  |  |  |  |  |  |  |  |  |  |  |  |
|                           |                           |                           |                           |                           |                           |                          |                          |                         |                         |                         |                         |                    |                    |                    |                    |                    |                    |                |                |      |      |                   |                   |                       |                       |                       |                       |                       |                       |                  |                  |                  |                  |                  |                  |                  |                  |  |  |  |  |  |  |  |  |  |  |  |  |  |  |  |  |  |  |  |  |  |  |  |  |  |  |
|                           |                           |                           |                           |                           |                           |                          |                          |                         |                         |                         |                         |                    |                    |                    |                    |                    |                    |                |                |      |      |                   |                   |                       |                       |                       |                       |                       |                       |                  |                  |                  |                  |                  |                  |                  |                  |  |  |  |  |  |  |  |  |  |  |  |  |  |  |  |  |  |  |  |  |  |  |  |  |  |  |
|                           |                           | Réginald de Dunstanville  | Réginald de Dunstanville  | Réginald de Dunstanville  | Réginald de Dunstanville  | Réginald de Dunstanville | Réginald de Dunstanville |                         |                         |                         |                         |                    |                    |                    |                    | Emma               | Emma               | Emma           | Emma           | Emma | Emma |                   |                   |                       |                       |                       |                       | Guy III de Laval      | Guy III de Laval      | Guy III de Laval | Guy III de Laval | Guy III de Laval | Guy III de Laval |                  |                  |                  |                  |  |  |  |  |  |  |  |  |  |  |  |  |  |  |  |  |  |  |  |  |  |  |  |  |  |  |
|                           |                           | Réginald de Dunstanville  | Réginald de Dunstanville  | Réginald de Dunstanville  | Réginald de Dunstanville  | Réginald de Dunstanville | Réginald de Dunstanville |                         |                         |                         |                         |                    |                    |                    |                    | Emma               | Emma               | Emma           | Emma           | Emma | Emma |                   |                   |                       |                       |                       |                       | Guy III de Laval      | Guy III de Laval      | Guy III de Laval | Guy III de Laval | Guy III de Laval | Guy III de Laval |                  |                  |                  |                  |  |  |  |  |  |  |  |  |  |  |  |  |  |  |  |  |  |  |  |  |  |  |  |  |  |  |
|                           |                           |                           |                           |                           |                           |                          |                          |                         |                         |                         |                         |                    |                    |                    |                    |                    |                    |                |                |      |      |                   |                   |                       |                       |                       |                       |                       |                       |                  |                  |                  |                  |                  |                  |                  |                  |  |  |  |  |  |  |  |  |  |  |  |  |  |  |  |  |  |  |  |  |  |  |  |  |  |  |
|                           |                           | Emma de Dunstanville      | Emma de Dunstanville      | Emma de Dunstanville      | Emma de Dunstanville      | Emma de Dunstanville     | Emma de Dunstanville     |                         |                         |                         |                         |                    |                    |                    |                    |                    |                    |                |                |      |      | Guy IV de Laval   | Guy IV de Laval   | Guy IV de Laval       | Guy IV de Laval       | Guy IV de Laval       | Guy IV de Laval       |                       |                       |                  |                  |                  |                  |                  |                  |                  |                  |  |  |  |  |  |  |  |  |  |  |  |  |  |  |  |  |  |  |  |  |  |  |  |  |  |  |
|                           |                           | Emma de Dunstanville      | Emma de Dunstanville      | Emma de Dunstanville      | Emma de Dunstanville      | Emma de Dunstanville     | Emma de Dunstanville     |                         |                         |                         |                         |                    |                    |                    |                    |                    |                    |                |                |      |      | Guy IV de Laval   | Guy IV de Laval   | Guy IV de Laval       | Guy IV de Laval       | Guy IV de Laval       | Guy IV de Laval       |                       |                       |                  |                  |                  |                  |                  |                  |                  |                  |  |  |  |  |  |  |  |  |  |  |  |  |  |  |  |  |  |  |  |  |  |  |  |  |  |  |

Armes de la Maison de Laval. De gueules au léopard d'or.

La coutume veut faire apparaître que les armes de la famille de Laval leur aient été données par Guillaume le Conquérant en reconnaissance des services qu'ils lui auraient rendus lors de l'invasion de l'Angleterre en 1066. C'est une pure légende puisque les Laval n'apparaissent dans aucun des documents ou listes établis au lendemain des événements.
Les liens avec l'Angleterre vont s'amplifier avec le mariage de Guy III de Laval, avec Emma d'Angleterre, fille naturelle supposée d'Henri Ier d'Angleterre. Les filles de la famille de Laval établissent aussi par mariage des liens avec les familles les plus importantes de la région : les Beaumont-au-Maine, les Craon, ou les vicomtes de Thouars.

### Montée en puissance

Expansion de l'empire Plantagnet de 1144 à 1166

Les premiers barons ont aussi renforcé leurs positions en créant plusieurs institutions ecclésiastiques comme le prieuré de Saint-Martin de Laval et le Ronceray à Avesnières. Les seigneurs de Laval vont progressivement gagner en puissance.
Le XIIe siècle marque l'intégration de la baronnie de Laval dans l'Anjou des Plantagenêts. Dès 1110, Élie Ier du Maine, devenu comte du Maine, rétablit la prépondérance de l'Anjou. Il est alors probable que la famille de Laval entre dans la soumission aux comtes d’Anjou. D'après Jean de Bourdigné, Guy III de Laval figure dans la suite du comte Foulques V d'Anjou lorsque celui-ci réunit ses troupes en 1118 pour délivrer des fidèles tenus prisonniers à Alençon par le roi d’Angleterre.
Ce sera un processus long, mais les Laval sont ambitieux, et en 1129, ils se sentent si puissants qu'ils vont comme Guy IV de Laval jusqu'à défier Geoffroy Plantagenêt, comte du Maine et d'Anjou, père d'Henri II d'Angleterre.
Jean de Marmoutier raconte comment cette coalition des principaux seigneurs de la région s'est réalisée pour défier leur suzerain. Le résultat est désastreux : Guy termine sa campagne en étant assiégé dans sa forteresse de Meslay-du-Maine, et demande le pardon de Geoffroy. Cependant malgré un tel comportement, la famille de Laval, ainsi que les principaux rebelles seront vite pardonnés, et Henri II d'Angleterre leur fera assez confiance pour nommer Guy V de Laval, gouverneur de Touraine, du Maine et de l'Anjou en 1162.
La montée en puissance de la famille de Laval s'est faite souvent contre des familles locales rivales. À plusieurs moments de leur histoire, les Laval combattent la maison de Saint-Berthevin, puis une fois celle-ci disparue, contre la famille L'Enfant.

### Le titre de Gavre

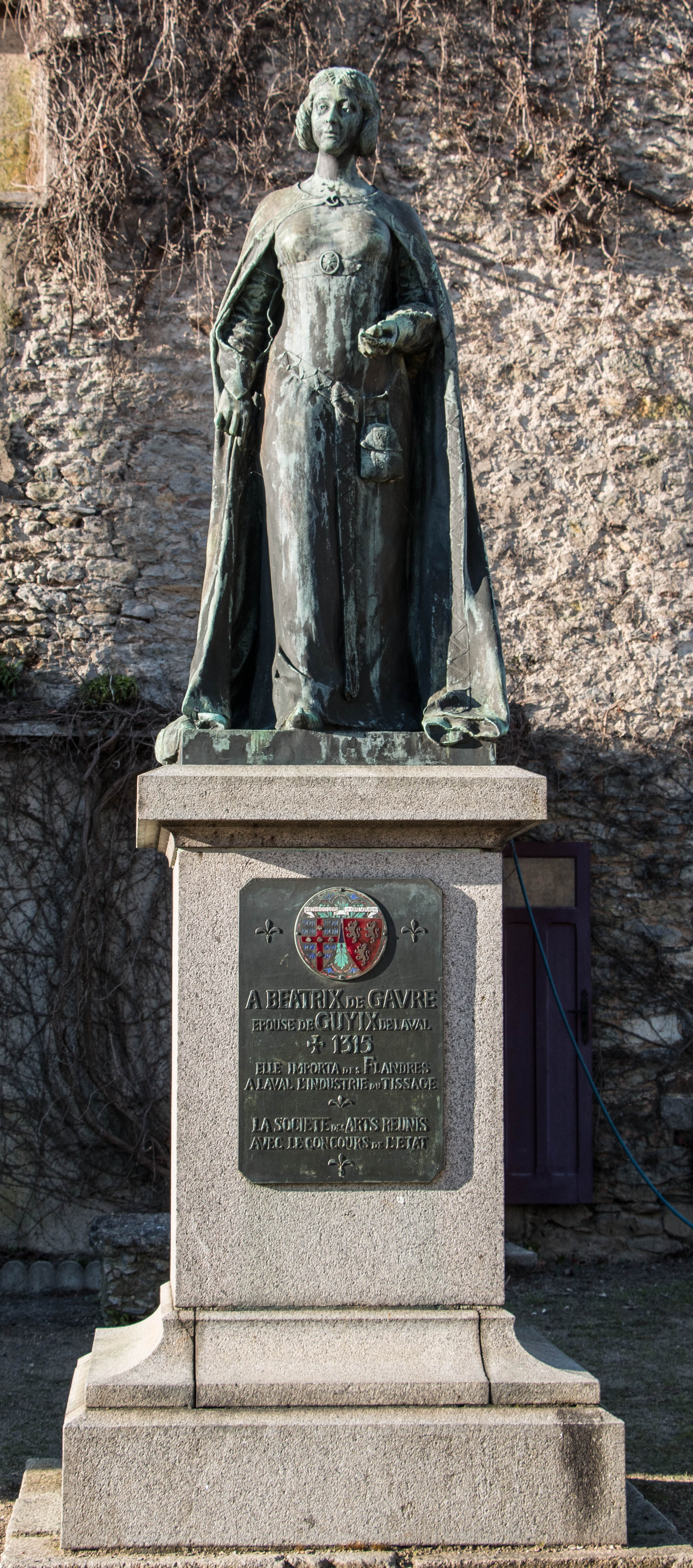
Statue de Béatrix de Gâvre dans la cour du vieux château de Laval.

Le titre de sire de Gavre était réservé selon la coutume familiale à l'héritier présomptif du chef de la Maison de Laval. Béatrix de Gâvre avait incorporé aux domaines de son époux Guy IX de Laval un vaste territoire situé en Flandre, Gavre et ses dépendances. Cet héritage lui était venu grâce à une disposition de la coutume de Flandre, absolument contraire à ce qui était réglé par la coutume du Maine, et qui avait l'inconvénient de compromettre singulièrement les intérêts de la postérité des aînés. La transmission des héritages avait lieu en Flandre et Artois sans admettre le droit de représentation.
C'est ainsi qu'en 1300, lors du décès de Rasse VIII de Gavre, il se trouva que, par le prédécès de son fils unique, appelé Rasse lui aussi, le défunt ne laissait qu'un seul héritier au premier degré. Béatrix dont les droits de fille vivante annulaient ceux de ses neveux, dont le père était mort et au nom duquel ils ne pouvaient pas prétendre à la succession par représentation. Béatrix devint donc dame de Gavre ; et à partir de 1300, la transmission de Gavre fut effectuée, comme celle du patrimoine des Laval, sans que le droit de représentation eût à intervenir. La possession de Gavre reste ainsi aux comtes de Laval jusqu'au début du XVIe siècle : alors le principe de non-représentation du comté de Gavre sépara son destin de celui du comté de Laval, qui admettait la dévolution par représentation (succession de François/Guy XV, fils aîné de Guy XIV, mort sans postérité en 1501 : son frère puîné Jean étant prédécédé en 1476 — père de son successeur à Laval : son neveu Nicolas/Guy XVI — Gavre passa à leur benjamin François de Châteaubriant et Montafilant, † 1503, père de Jean).

### Le mariage d'Anne de Laval en 1404
En 1404 Jean de Gaël-Montfort, en raison des clauses de son contrat de mariage (négocié avec Guy XII de Laval, père d'Anne de Laval) avec Anne de Laval, doit abandonner son nom pour prendre celui de Guy XIII de Laval à la mort de Guy XII de Laval ; il décède de la peste à un retour de pèlerinage en Terre Sainte le 12 août 1414 à Rhodes. Son fils le comte Guy XIV de Laval est en 1467 propriétaire de l'ensemble de la forêt de Brécilien.

### La guerre de Cent Ans

#### En Normandie
La seconde partie de la guerre de Cent Ans s'accompagne d'un changement fondamental dans la nature du conflit. Au commencement, la majorité des combats concerne le Sud de la France, et particulièrement la Guyenne et l'Aquitaine. Dans le même temps, la Bretagne a souffert de la guerre de Succession. Après 1415, le combat remonte au Nord, en Normandie, Maine et Picardie. Les lieux de combat sont proches des possessions des Laval, et les amènent à prendre position. L'invasion d'Henri V d'Angleterre en 1415 visait initialement le Nord de la Normandie, mais la bataille d'Azincourt encourage le roi anglais à conquérir une part de territoire encore plus grande. Il revient en 1417 accompagné de 10 000 hommes de troupe. À la suite d'une série de victoires, il conquiert le Nord de la France, et prend le contrôle de la Normandie en 1419.
En 1415, le jeune comte Guy XIV de Laval et ses frères cadets sont trop jeunes pour avoir participé à la bataille d'Azincourt, ainsi que dans les escarmouches qui s'ensuivirent. Néanmoins, l'avancée des Anglais a une répercussion directe sur la famille de Laval. La plus notable est la perte des territoires normands en leur possession, comme la baronnie d'Acquigny, territoire possédé par eux depuis le XIIIe siècle.

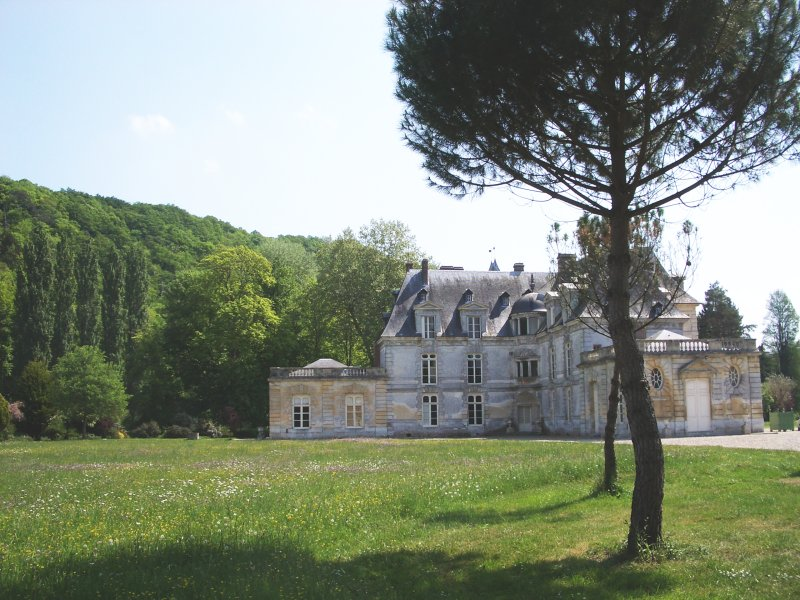
Le château actuel d'Acquigny fut construit à partir de 1557 par Anne de Montmorency-Laval, veuve de Louis de Silly, cousine du roi et première dame d’honneur de Catherine de Médicis.

Depuis le haut Moyen Âge, le site d'Acquigny fut fortifié pour contrôler la navigation sur l’Eure. Enjeu des guerres franco-normandes puis franco-anglaises pendant la guerre de Cent Ans, la forteresse fut prise par les armées de Charles V en 1364 puis rasée en 1378.
L'avancée des Anglais menace d'autres possessions des Laval. Depuis des siècles, le roi d'Angleterre réclame les possessions de plusieurs provinces situées au sud de la Normandie : Maine, Anjou, Poitou, Touraine, retrouvant ainsi les possessions de l'Empire Plantagenêt. Avec trois des cinq plus importantes garnisons anglaises en 1423-1424, l'occupation de Fresnay-sur-Sarthe, Alençon et Avranches ne laisse guère d'illusion sur la volonté d'expansion anglaise. La proximité des troupes d'invasion avec les territoires de la famille de Laval est désormais en place.

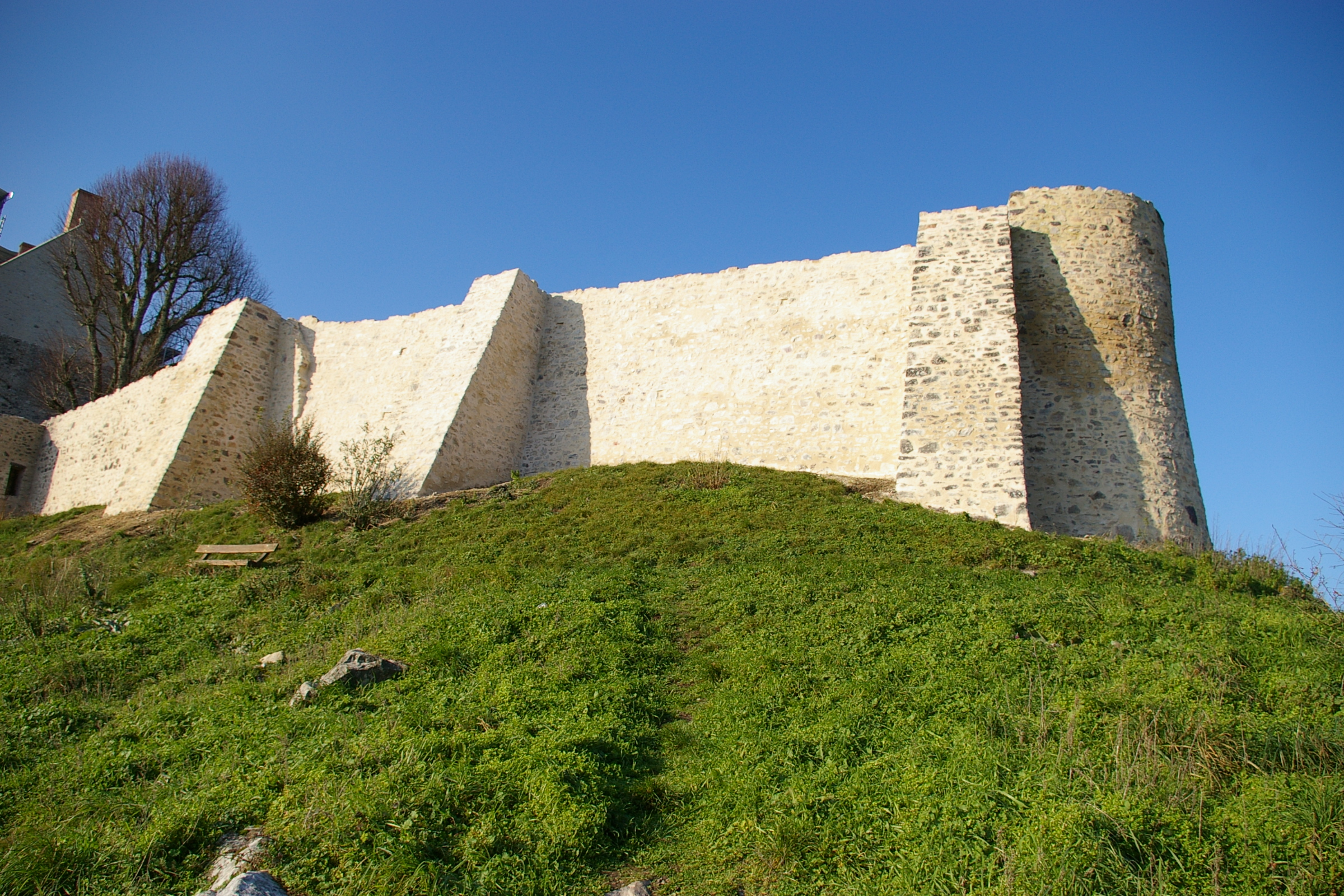
Les remparts de la cité de Sainte-Suzanne (Mayenne)

Les Anglais sont en Normandie pour rester. Une des conséquences pour la maison de Laval est de savoir qu'ils ne pourront pas rapidement retrouver leurs possessions. Sous la direction de Jean de Lancastre et de John Talbot, les troupes anglaises continuent leur progression. Le décès d'Henri V en 1422 ne change rien, et à cette époque la majorité du Bas-Maine est sous la domination anglaise. La résistance à l'envahisseur se déroule autour de certaines places-fortes de la région, comme celle de Sainte-Suzanne, qui tombera aux mains des Anglais après plusieurs assauts. Cette situation aurait pu contraindre les Laval à faire allégeance au roi d'Angleterre. Le duc de Bretagne avait déjà promis son soutien à Henri VI d'Angleterre. Les nobles de l'époque avaient régulièrement des possessions soit sous possession française, soit sous possession anglaise, et étaient forcés à rejoindre un camp, et par là-même à offenser l'autre. Malgré les victoires anglaises, les Laval refusent de suivre le positionnement du duc de Bretagne, et restent loyaux au roi Charles VII suivant en cela plusieurs capitaines régionaux, dont Ambroise de Loré afin de contrer l'avancée anglaise.

#### La Brossinière
« La journée de la Brossinière consola les bons Français à une époque où le deuil était si grand. »

Bertrand Du Guesclin

Le premier combat important sur les terres des Laval fut la bataille de la Brossinière : lors de ce combat, en septembre 1423, la troupe anglaise commandée par William de la Pole, regagnant la Normandie après une expédition de pillage en Anjou et Maine, subit une écrasante défaite. C'est le jeune André de Lohéac, qui est envoyé pour diriger le contingent familial. Il porte au combat l'épée de Bertrand Du Guesclin, qui est passée dans la main des Laval par Jeanne de Laval.

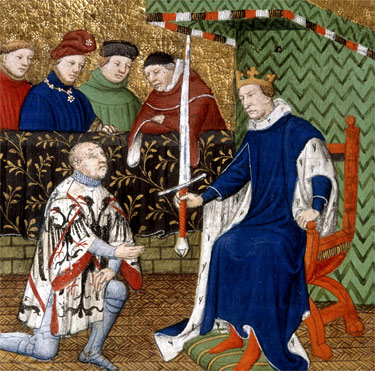
Du Guesclin est fait connétable par le roi

```
Jean de Laval
x Isabeau de Tinteniac
│
├──> 
Jeanne de Laval

│    x 
Bertrand Du Guesclin

│    x 
Guy XII de Laval

│    │
│    └──> 
Anne de Laval
 (1385-1466)
│         x 
Guy XIII de Laval

│         │
│         ├──> 
Guy XIV de Laval

│         │
│         ├──> 
André de Lohéac

│         │
│         └──> 
Louis de Laval
```

Guy XIV de Laval, et son frère André de Lohéac avaient la particularité d'être vassaux du duché de Bretagne en même temps que de la Couronne de France. Le choix de l'épée de Du Guesclin pour André de Lohéac est symbolique : il perpétue la loyauté des Laval pour la France contre l'Angleterre, et la participation traditionnelle de Bretons combattant pour le camp français. Les alliés des Laval étaient à la fois bretons et français. Ce symbole était aussi un moyen de les faire combattre sous la même bannière contre les Anglais.
Pour les Laval, cette victoire est vitale par la démonstration de sa capacité à rassembler et organiser les nobles de la région avec efficacité, et a servi de tremplin à la carrière militaire d'André de Lohéac. Obtenue sur le champ de bataille, en continuité avec l'histoire du connétable, l'image d'André et de la famille de Laval défiant les Anglais trouve un écho dans le royaume. L'épisode de la Brossinière est présent dans toutes les chroniques de l'époque. La bataille marque aussi une longue campagne menée par les Laval contre les Anglais. Leur choix à l'époque est notable, en regard du choix de beaucoup de nobles de ne pas prendre position.

#### Gilles de Rais

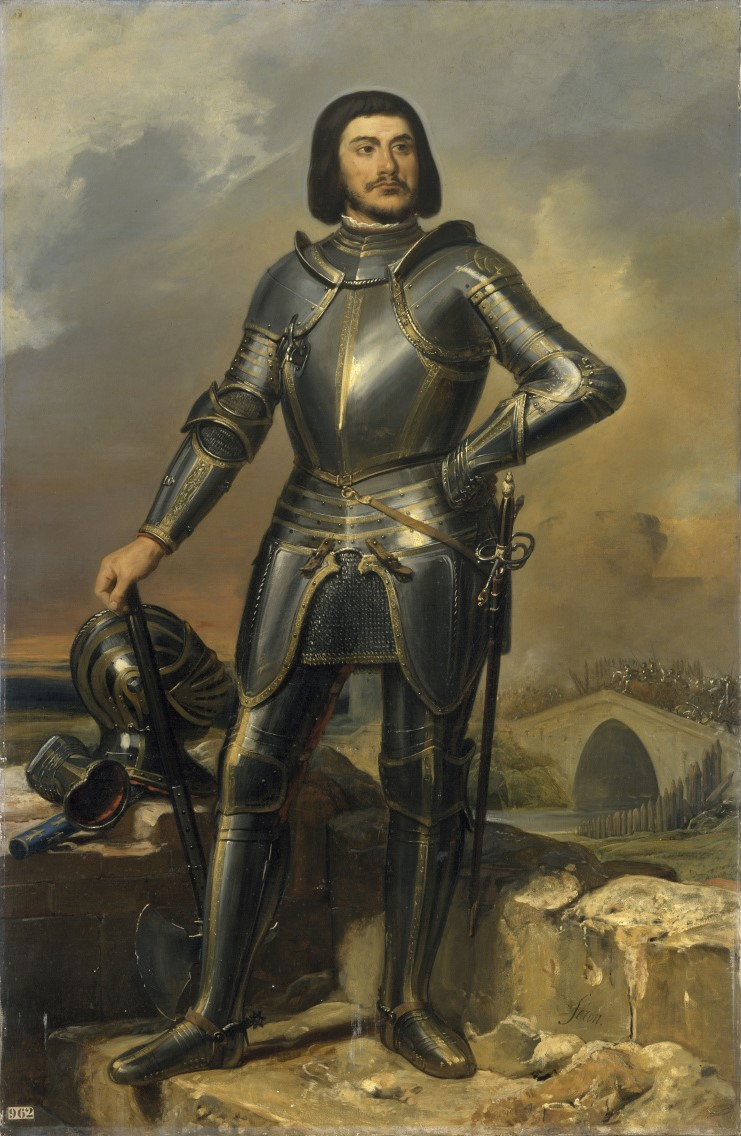
Gilles de Laval, sire de Rais, compagnon de Jeanne d'Arc, maréchal de France. Huile sur toile (1835) exposée dans la galerie des maréchaux de France, château de Versailles (portrait imaginaire de Gilles de Rais)

Les Laval apparaissent alors à l'époque comme parmi les éléments majeurs dans le royaume pour expulser les Anglais. Ceci leur permet d'avoir des liens avec les principaux personnages militaires et politique du royaume de France. Gilles de Montmorency-Laval est un cousin des seigneurs de Laval.
```
Emma de Laval
 (1200-1264), fille de 
Guy VI de Laval

X 
Mathieu II de Montmorency
 dit 
Le Grand

│
├─>
Guy VII de Laval

│  X  
Philippa de Vitré

│  │
│  ├─> 
Guy VIII de Laval

│  │  X 
Isabelle de Beaumont-Gâtinais

│  │  │
│  │  ├─> 
Guy IX de Laval

│  │  │  X 
Béatrix de Gavre

│  │  │  │
│  │  │  ├─> 
Foulques de Laval

│  │  │  │  X 
Jeanne Chabot dite « la Folle »

│  │  │  │  │
│  │  │  │  ├─> 
Guy de Laval
 dit « Brumor de Laval »
│  │  │  │  │   X Tiphaine de Husson
│  │  │  │  │   │
│  │  │  │  │   ├─> 
Guy II de Laval-Rais

│  │  │  │  │   │   X Marie de Craon
│  │  │  │  │   │   │
│  │  │  │  │   │   ├─> 
Gilles de Rais

│  │  │  │  │   │   │   X Catherine de Thouars
│  │  │  │  │   │   │
│  │  │  │  │   │   └──> 
René de Rais

│  │  │  │  │   │       X Marie de Champagne
```

Seigneur de Rais, d’Ingrandes et de Champtocé-sur-Loire, compagnon d'armes de Jeanne d'Arc pendant la guerre de Cent Ans, il est fait maréchal de France par le roi Charles VII en 1429. Il est exécuté par pendaison pour sodomie, meurtres et sorcellerie. Son unique fille s'est mariée avec André de Lohéac et a été enterrée à l'église Notre-Dame de Vitré.
La chute spectaculaire de Gilles de Rais et son exécution ne semblent pas avoir eu de retombées sur les autres branches de sa famille. De fait, sa disparition a plutôt contribué à la promotion de sa famille en aidant celle-ci à créer de forts liens avec le royaume de France et le duché de Bretagne.

#### Arthur de Richemont
La famille de Laval a continué à entretenir des relations avec les ducs de Bretagne et pendant les années 1420, Guy XIV de Laval était soit présent dans ses places fortes en Bretagne, soit à la cour du duc.
Cette stratégie est avantageuse : Guy XIV est fiancé, en 1420, à Marguerite de Bretagne, fille de Jean V de Bretagne. Cette association avec la maison de Bretagne est renforcée par les relations entretenues entre la famille de Laval, et le frère du duc de Bretagne, Arthur de Richemont. Pendant que Jean V de Bretagne entretient une neutralité entre les deux camps, Richemont rejoint celui des Français en devenant connétable de France, et en adhérant à la cour au parti de Yolande d'Aragon. L'alliance entre Guy XIV et Richemont devenait évidente dès 1424 lorsque le jeune comte de Laval l'accompagne à la cour de France,.

#### Guy XIV de Laval
En 1427, la seigneurie de Laval est attaquée par les Anglais, commandés par John Fastolf. André de Lohéac est pris par les Anglais lors de la défense de son château de Laval. Les châteaux de Saint-Ouen et de Meslay tombent rapidement sous les assauts anglais. Le château de La Gravelle, situé à l'ouest du comté de Laval, ne doit son salut, qu'à l'arrivée de troupes envoyées en temps voulu par Richemont pour renforcer les Laval. La prudence de Jean V et l'embellie diplomatique anglo-bourguignonne fragilisent la position de Richemont auprès de Charles VII. Il lui devient difficile de recruter des troupes en Bretagne et ne peut plus jouer les médiateurs entre Charles VII et la Bourgogne. Privé de sa pension de connétable, Richemont doit se contenter de livrer des batailles de seconde zone près de Parthenay et de Fontenay-le-Comte. Il finira cependant duc de Bretagne (Arthur III) en 1457-58.
La disgrâce de Richemont ne semble pas avoir atteint les Laval. Cependant la chute de la ville de Laval début 1428, est un sérieux problème. Après quelques jours de siège, la ville capitule et se trouve occupée par les Anglais. C'est un désastre militaire et financier : Moult riche ville et y trouverent et prindrent les Englois moult d'avoir et de richesses.

#### Compagnons d'armes de Jeanne d’Arc

Batailles et opérations majeures en France entre 1415 et 1453.

Guy XIV et son frère cadet André de Lohéac rejoignent le 8 juin 1429, à Selles-en-Berry (Selles-sur-Cher), l'armée royale que réunit Jeanne d'Arc et le duc d'Alençon pour poursuivre la libération du Val de Loire après la levée du siège d'Orléans. Guy XIV a laissé, dans une lettre à sa mère, un vivant portrait de Jeanne d'Arc dont il est devenu un fervent admirateur. Ils se distinguent à Jargeau, Beaugency, et surtout à Patay.
En juin 1429, Jeanne d'Arc transmet un « bien petit anneau d'or » à Jeanne de Laval, veuve du connétable Bertrand Du Guesclin et aïeule de la maison de Laval, pour rendre hommage aux combats menés par sa famille contre les Anglais. La Pucelle regrette toutefois de ne pouvoir lui manifester son estime autrement que par ce modeste présent.
Avec son frère André de Lohéac, il suivit le souverain à Reims et assiste au sacre de Charles VII de France, remplaçant le comte de Flandre (qui était le duc de Bourgogne). Parmi les faveurs accordées par le roi à cette occasion, la terre de Laval fut érigée en comté et Guy de Laval fut fait gouverneur de Lagny en 1430.

#### La Maison de Bretagne
Guy XIV épouse le 1er octobre 1430 à Redon, Isabelle de Bretagne († 1444), fille de Jean V de Bretagne. À travers ce mariage, le duc de Bretagne s'assure de l'allégeance d'un de ses principaux vassaux, à une époque où sa succession au duché demeure incertaine.
```
Jeanne de Navarre

x 
Jean IV de Bretagne

│
├──> 
Arthur III de Bretagne

│
├──> 
Jean V de Bretagne

│    x 
Jeanne de France

│    │
│    ├──> Isabelle de Bretagne
│    │    x 
Guy XIV de Laval

│    │
│    ├──> 
François 
I
er
 de Bretagne

│    │
│    ├──> 
Pierre II de Bretagne

│    │
│    └──> 
Gilles de Bretagne

│         x 
Françoise de Dinan

│ 
x 
Henri IV d'Angleterre
```

Le cartulaire de la maison de Laval montre l'importance de la famille de Laval dans l'entourage du duc de Bretagne. L'hôtel ducal réformé par Philippe le Hardi alors qu'il avait la garde de Jean V de Bretagne constituait le cœur de la vie sociale et politique du duché. La faveur dont jouissait le comte de Laval ou ses frères, comme Louis de Laval, auprès du duc de Bretagne semble avoir été forte et importante. Parmi les actes établis par le duc (de 1430 à 1442), après le retour de Guy XIV en Bretagne, 30 portent explicitement son nom dans le conseil ducal. Malcolm Walsby indique que cette assiduité est notable pour un seigneur sans position officielle dans le duché. Jean V récompensera de façon intermittente le comte pour son soutien continu avec des cadeaux. La présence du comte en Bretagne montre son absence relative à la cour de France. Pendant les règnes de Charles VII et de Louis XI, on ne note que quelques apparitions : il est mentionné dans les actes royaux en 1429 et 1446-1447 pendant le règne de Charles VII, et une fois seulement sous son fils Louis XI.

#### Positions au royaume de France
Cela ne signifie pas que les Laval ne sont pas présents à la cour de France. André de Lohéac et son frère Louis de Laval-Châtillon occupent des positions significatives dans l'administration politique et militaire du royaume. Louis et André paraissent avoir été très liés : ils sont parfois confondus par les historiens, et participent aux mêmes entreprises et reçoivent ensemble l'ordre de Saint-Michel lors de sa création par Louis XI.
Lorsque leur frère aîné Guy XIV retourne en Bretagne après le couronnement de Charles VII, André de Lohéac reste très actif dans la lutte contre les Anglais. Comme pour Louis, il a fait ses premières armes en Bretagne en servant le duc et Richemont, avant de poursuivre et de trouver de nouvelles opportunités à la cour de France.

#### Administration des terres et du comté de Laval
L'administration des terres et du comté de Laval était restée à leur mère : Anne de Laval. Malgré le rôle grandissant de ses fils, elle a continué à administrer la majorité des possessions ancestrales des Laval, et ceci jusqu'à sa mort en 1466. Malgré le fait d'avoir été nommé comte de Laval, Guy XIV n'avait qu'un droit d'apparat. Anne restait très active et par exemple quand le nouvel évêque de Rennes Jacques d'Espinay oublia de payer la somme traditionnellement due lors de sa première entrée dans la ville de Rennes, en 1454, elle réagit vivement, réclama et obtint son argent,. Pendant le règne de sa mère, la majorité des revenus de Guy XIV provenait des terres héritées de son père, principalement Montfort-sur-Meu, la baronnie de La Roche-Bernard, et de petites possessions comme Kergolay, la seigneurie de Botiguigneau (en Châteauneuf-du-Faou) et la baronnie de Laz. La position du comte était inhabituelle : quoique l'aîné, il n'avait pas les ressources financières nécessaires pour son statut, et avait le titre de terres dont il ne percevait aucun revenu.

#### Progression de l’élite locale
Les rôles militaires, féodaux et politiques jouent un rôle d'importance majeure dans le développement de la noblesse dans la première partie du XVe siècle. Dans le cas des Laval, ces prérogatives sont partagées entre la mère Anne de Laval et son fils. Anne ne jouait pas de rôle militaire et dans le même temps, Guy XIV n'avait qu'une autorité limitée pour la partie politique et féodale. Cette situation a développé deux pôles de responsabilités, avec un entourage parfois commun au service de la mère et de son fils. On peut citer ainsi Raoul du Bouchet. Pour comprendre l'évolution des Laval, il faut aussi étudier les carrières de familles proches du comte de Laval, comme la famille d'Espinay par exemple qui transforma sa position sociale et son statut à partir du XVe siècle. Cette progression n'était pas si rare à l'époque, on peut citer la famille de Noailles dans l'entourage de la famille royale et de la famille de Montmorency, pendant que les Espinay étaient dans l'entourage du duc de Bretagne et du comte de Laval.

#### Les liens avec Charles VII

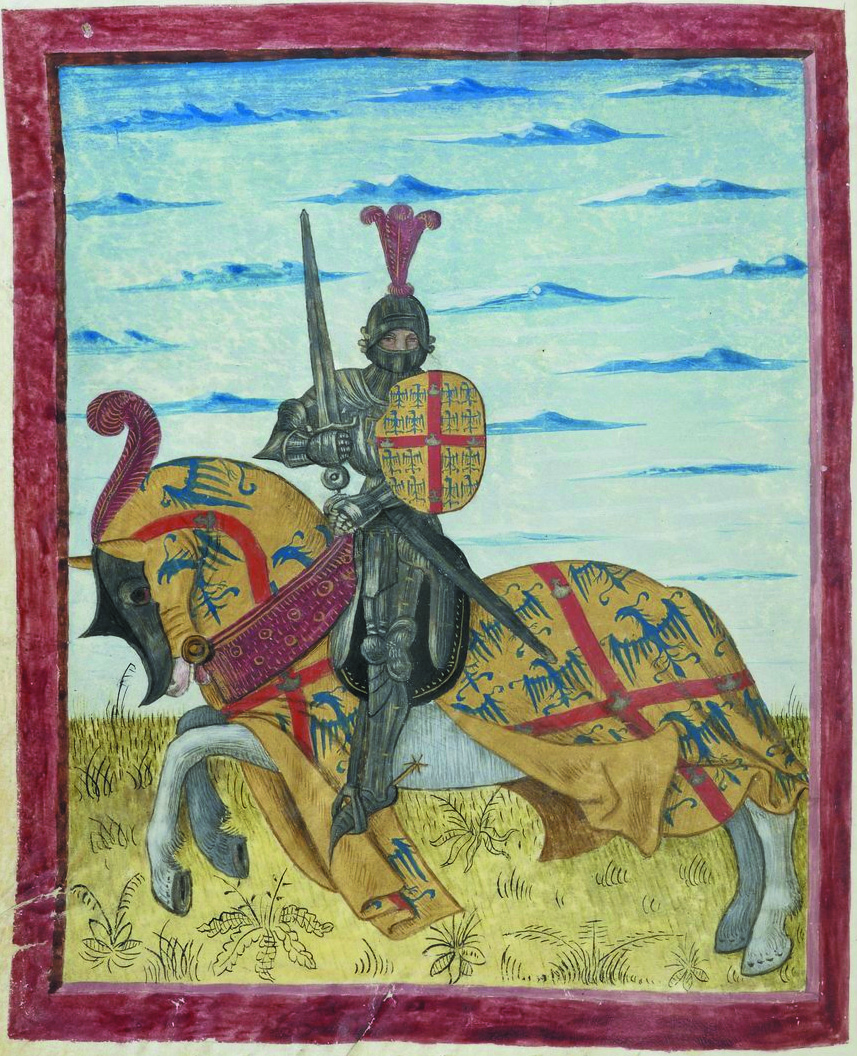
Représentation héraldique des comtes de Laval.
Enluminure sur parchemin,, Armorial de Gilles Le Bouvier, dit Berry, héraut d'armes du roi Charles VII (XVe siècle), ms. 4985, Paris, BnF.

L'élite locale était attentive aux pouvoirs obtenus par les Laval. Des positions royales ou ducales amenaient de l'influence politique, et une source de revenus supplémentaires. Le développement de la puissance des Laval a été aussi renforcé par la création de structures administratives créées par Charles VII, comme la chambre des comptes à Laval. Cette institution supervisait les dépenses et recettes du comté. Elle employait six auditeurs, un procureur, un greffier et deux autres officiers.
Les positions occupées par les autres membres de la famille renforcent sa position dans le royaume. André de Laval-Lohéac, fils cadet de Guy XIII, lorsqu'il est nommé amiral de France, possède une juridiction qui ne s'arrête pas à la flotte française : il contrôle aussi toutes les villes portuaires. De la même façon en 1466, lorsque Louis de Laval devient Grand Maître des Eaux et Forêts, il obtient le droit de nommer les officiers responsables des forêts, lacs et autre domaine fluvial du royaume.
En 1446, Charles VII cherche à rapprocher encore plus les Laval de sa cour en nommant Guy XIV parrain de son second fils Charles. Il est possible que ce choix soit aussi lié à amener les Laval à ne pas suivre la rébellion orchestrée contre lui par son autre fils, le Dauphin Louis. Mais Louis entretenait alors une relation cordiale avec les Laval, tant et si bien que, pressé par son père de se marier, ce dernier avait indiqué qu'il était prêt à se marier avec une fille des maisons de Savoie, de Laval ou de la Marche, en ajoutant en tant que touche les maisons de La Marche et de Laval, il cognoist assez leur puissance. Il choisit finalement Charlotte de Savoie avec qui il se marie sans le consentement de son père et s'échappe en Flandre pour échapper à la colère du roi.

#### Campagne de Normandie (1449-1450)

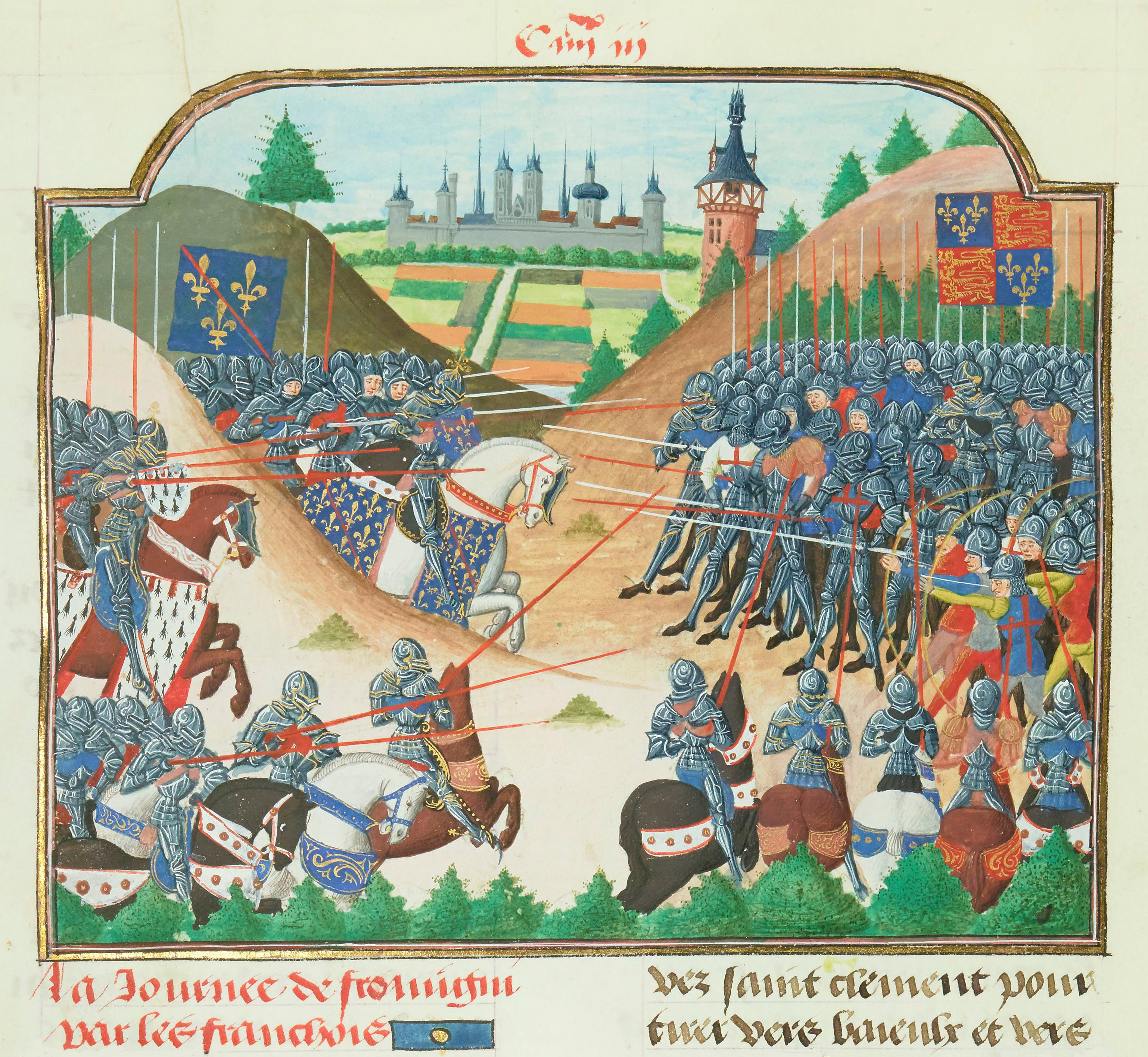
Bataille de Formigny

Les Laval vont jouer un rôle central dans la campagne de Normandie (1449-1450). Le duc de Bretagne François Ier signe avec le roi de France Charles VII une alliance qui lance une campagne en Normandie. Ce pacte donne l'occasion unique à Guy XIV de Laval et à ses frères de servir simultanément les deux souverains. Guy XIV signe les lettres de ratification du duc de Bretagne le 27 juin 1449.
Pour les Laval, la victoire obtenue lors de cette campagne apporte de nombreux bénéfices :
Les Anglais ne menacent plus leurs terres et leurs possessions. La proximité des troupes hostiles avait aussi un impact économique. Il a été estimé que dans la région de Vitré, la production de céréales avait diminué de 60 à 80 % pendant cette période. Les Laval peuvent envisager reprendre leurs relations avec la Normandie. Les Laval ont montré leurs capacités à servir à la fois le roi de France et le duc de Bretagne. Pour eux, et pour leurs alliés proches, cette position offre de nombreux avantages à espérer par l'appui du comte de Laval dans les Cours de France et de Bretagne.

#### Françoise de Dinan
Après cette campagne, Guy XIV rentre en Bretagne où la mort du jeune frère du duc de Bretagne Gilles de Bretagne offre aux Laval une nouvelle opportunité d'alliance. Gilles de Bretagne laisse derrière lui sa jeune épouse, Françoise de Dinan.
Cette dernière fut convoitée et enlevée en 1444 par Gilles de Bretagne, qui se maria ensuite avec elle, Françoise de Dinan est la cause indirecte des malheurs de ce jeune prince, assassiné en 1450, sans postérité. On sait qu'après avoir, moyennant finances, laissé rompre en faveur de Gilles de Bretagne les fiançailles de son fils Guy XV avec Françoise de Dinan, en 1440. Guy XIV de Laval abusa de nouveau du jeune âge de ce même fils, pour lui enlever une seconde fois, sa fiancée, alors veuve de Gilles de Bretagne, et l'épouser à 45 ans le 3 octobre 1450 à Vannes, en présence du duc de Bretagne et du connétable de Richemont.
Elle avait été, peu de temps, fiancée à François, le fils aîné de Guy XIV, âgé alors de quinze ans… Son mariage précédent était pour elle non consommé, et elle marqua le désir de se marier avec François. Cependant, le duc de Bretagne n'était pas convaincu : autoriser le passage de si nombreuses possessions à la famille de Laval aurait affaibli le duché. Avec les incursions anglaises récentes, cette décision était un risque majeur. Pour les Laval aussi, ce n'était plus un héritage aussi intéressant que celui qu'ils avaient envisagé lors des premières fiançailles avec François/Guy XV en 1440. Pour sortir de l'impasse, le mariage fut conclu avec Guy XIV, et non son fils.

#### Guy XIV de Laval à Châteaubriant
Une fois tous les problèmes avec le duc traité, Françoise de Dinan apporte un grand nombre de possessions comme la baronnie de Châteaubriant, les seigneuries de Montafilant, Beaumanoir et Candé. L'ensemble renforce la position du comte comme noble principal de la Haute-Bretagne, et augmente aussi son nombre de vassaux qui doivent lui rendre hommage. Guy XIV décide de s'installer à Châteaubriant, une position stratégique en Bretagne, proche de la France, et assez éloigné de sa mère Anne, à Vitré. Il emmène avec lui ses principaux papiers et institutions tels que la chambre des comptes. Châteaubriant va rester pour Guy XIV son lieu de résidence favori. Après son second mariage, le comte fait le choix de résider dans ses propres châteaux, et non plus à la Cour. Il était cependant prudent à ce que cette position ne diminue pas l'influence des Laval, et effectue des visites occasionnelles à la cour lorsque la circonstance le veut. Ainsi, en 1458, il est présent lors du procès de Jean II d'Alençon à Vendôme, un procès où de nombreuses familles aristocratiques sont absentes. Il envoie aussi ses fils à la cour du duc de Bretagne, où son aîné reçoit une pension de 600 livres bretons par an. Le futur Guy XV restera de nombreuses années à la cour de Bretagne avant de rejoindre celle de France en 1459. Après l'accession de Louis XI, il perçoit une pension de 2 000 livres par an, somme qu'il n'aurait jamais pu avoir à la cour du duc. Son jeune frère Jean reste en Bretagne, et va devenir dès 1466 et au fur des années un des personnages principaux de l'organisation militaire du duché. La famille de Laval infiltre alors intelligemment la cour de Bretagne et la cour de France.

#### Changement de blason
En 1464, le roi autorise Guy XIV « son cousin » à ajouter un premier quartier de France, puis celles d'Evreux - et celles de Vitré.
Pour Bertrand de Broussillon, l'adoption d'un nouveau blason, quelle que soit la grandeur des alliances rappelées par lui n'est pas sans danger si on fait référence aux clauses du contrat de mariage d'Anne de Laval avec Guy XIII (de Montfort). Cette situation spéciale obligea sans doute le comte de Laval à s'adresser à tous ceux auxquels il rendait hommage pour des fiefs ayant appartenu à Guy XII et à Jeanne de Laval-Tinténiac ; et à solliciter d'eux une renonciation expresse à tous les droits éventuels résultant de la clause pénale.

### Artistes duXVesiècle
Plusieurs personnalités culturelles et artistiques reconnues à cette époque s'étaient attachées aux Laval. Le poète breton de langue française Jean Meschinot, était attaché à la maison du comte de Laval en 1470-1471. Ce poète est considéré comme l'un des « grands rhétoriqueurs » du XVe siècle, en raison de ses audaces formelles. Pour Arthur Le Moyne de la Borderie, la Maison de Laval est dès le début du XVe siècle une Maison quasi-princière, où défrayé de tout, Jean Meschinot trouvait une existence plantureuse, de bons gages et de bonnes gratifications pour les affaires dont il était chargé, sans être d'ailleurs astreint à des fonctions permanentes, ce qui lui permettait de reprendre de temps à autre au premier appel son service dans la garde ducale et d'y garder son rang.
Pierre Le Baud, historien breton, fut aumônier de Guy XV de Laval, puis d'Anne de Bretagne. Il est l'auteur de la Compillation des cronicques et ystoires des Bretons, dédiée à Jean de Châteaugiron, seigneur de Derval, et à Hélène de Laval, et achevée en 1480. Leurs portraits ainsi que le château de Châteaugiron qu'ils occupaient ont été peints sur des enluminures du manuscrit de Pierre le Baud.
Au début du XVe siècle, le château de Comper devient le fief des Laval. Le 30 août 1467, le comte Guy XIV de Laval y fait rédiger par un certain O. Lorence, son chapelain, la charte des « Usemens et Coustumes de la foret de Brecilien » qui lie la forêt de Paimpont à la mythique forêt de Brocéliande en mentionnant la fontaine de Barenton, divise la forêt en parcelles (ou breils) et indique les droits et obligations des usagers de la forêt dans chacune de ces parcelles. Dans Hauts lieux de Brocéliande, Claudine Glot voit dans cette charte la plus ancienne preuve que les terres de Guy de Laval, seigneur de Comper, comprennent les hauts lieux de la légende arthurienne, bien avant la vague romantique du XIXe siècle.
Sébastien Mamerot fut chapelain de Louis de Laval-Châtillon. Sébastien Mamerot composa ou traduisit de nombreuses œuvres pour son maître, dont Les Passages d'oultre mer du noble Godefroy de Bouillon, du bon roy Saint Loys et de plusieurs vertueux princes, compilation en partie légendaire sur les croisades. L'enluminure en fut confiée à Jean Colombe, l'un des plus grands artistes de son temps, dont Louis de Laval était l'un des clients notoires. Dans les années 1460, il compose une Histoire des Neuf Preus et des Neuf Preues pour le gouverneur du Dauphiné, Louis de Laval.
Louis de Laval a évolué dans un milieu qui était loin d'être étranger aux arts et aux lettres. La famille de Laval a compté plusieurs bibliophiles importants comme Guy XV de Laval, et Pierre de Laval. Elle comporte aussi Jeanne de Laval, épouse du roi René Ier d'Anjou.

### Ligue du Bien public
La guerre de la ligue du Bien public qui se déroule à partir d'avril 1465 entre la France et la Bretagne va être un test pour la stratégie des Laval.
En Bretagne, le conflit interagissait avec la question du contrôle des évêchés bretons, un sujet majeur et d'importance concernant l'indépendance du duché. Révolte des princes contre la politique de Louis XI qui veut briser leur volonté d’indépendance, la Ligue du Bien public est une révolte féodale contre l’autorité royale, obligeant le roi à s'engager à la tête d'une armée de fidèles pour ramener ses vassaux dans le droit chemin.
Avec à leur tête Charles, comte de Charolais rendu furieux par la vente à Louis XI des villes de la Somme par son père Philippe le Bon, la haute noblesse rejette les décisions royales qui réduisent ses prérogatives. Ainsi le duc de Bourbon, favori du père de Louis XI et membre influent du Conseil du roi, perd cette influence devant les conseillers roturiers ou de petite noblesse de Louis XI.
Ils forment ce qu'ils appellent improprement une « ligue du Bien public » et prétendent dans un manifeste, publié le 10 mars 1465, remédier au « désordonné et piteux gouvernement ». En entrant en guerre contre le roi, la coalition projette d'installer à sa place un régent à sa dévotion qui ne serait autre que l'inconsistant Charles de France, duc de Berry (18 ans) et frère de Louis XI. Le roi répond d'ailleurs, dès le 16 mars, par un contre-manifeste.
Avec des camps aux périmètres clairement définis, les Laval vont se retrouver néanmoins dans les deux partis opposés.
Dès le début, André de Lohéac (fils cadet de Guy XIII ; frère cadet de Guy XIV) a pris parti pour les rebelles. Il a perdu sa position de maréchal de France en 1461 dans la réaffectation globale des postes militaires suivant l'accession de Louis XI au pouvoir. Jean de Laval-La Roche-Bernard (fils cadet de Guy XIV ; père de Nicolas/Guy XVI) sert quant à lui toujours les intérêts du duc de Bretagne. Sa loyauté ne peut être remise en cause, et il a reçu comme présent du précédent duc une dotation de 20 000 écus. Il se trouve naturellement aux côtés de François II de Bretagne. Louis de Laval-Châtillon (fils cadet de Guy XIII) est, lui, dans une situation différente. Il a été très proche de Louis XI quand celui-ci était dauphin, et l'a déjà servi comme gouverneur de Gênes quelques années auparavant. Le fils aîné du comte de Laval Guy XIV, François/Guy XV, a, lui, été à la cour du roi, et a reçu une pension. De plus, il a été marié avec Catherine d'Alençon, à la suite d'une intervention du roi en 1461, une union qui a relié la famille de Laval à la famille royale.
C'est donc sans surprise que ce dernier et Louis de Laval-Châtillon soutiennent le roi. Guy XIV choisit lui une position de neutralité en ne rejoignant aucun camp. De même, sa mère Anne de Laval reste silencieuse. Ils conservent une position passive, qui protégera les Laval d'une éventuelle vengeance d'un des princes.
La bataille de Montlhéry ne résout rien. Le traité de Conflans est signé le 5 octobre 1465, et il permet aux Laval d'arriver à leurs buts. Ils ne sont pas désignés comme des ennemis du roi, comme le sont Jean V et Louis de Luxembourg, et au contraire obtiennent d'importantes concessions au regard du traité officiel. André de Lohéac redevient maréchal de France et devient gouverneur de Paris et de l'Île-de-France (22 août). Louis a déjà été nommé gouverneur de Champagne (4 août) pendant que François redevient proche du roi et en 1468 perçoit une pension annuelle de 6 000 livres par an.

### Les relations avec Louis XI

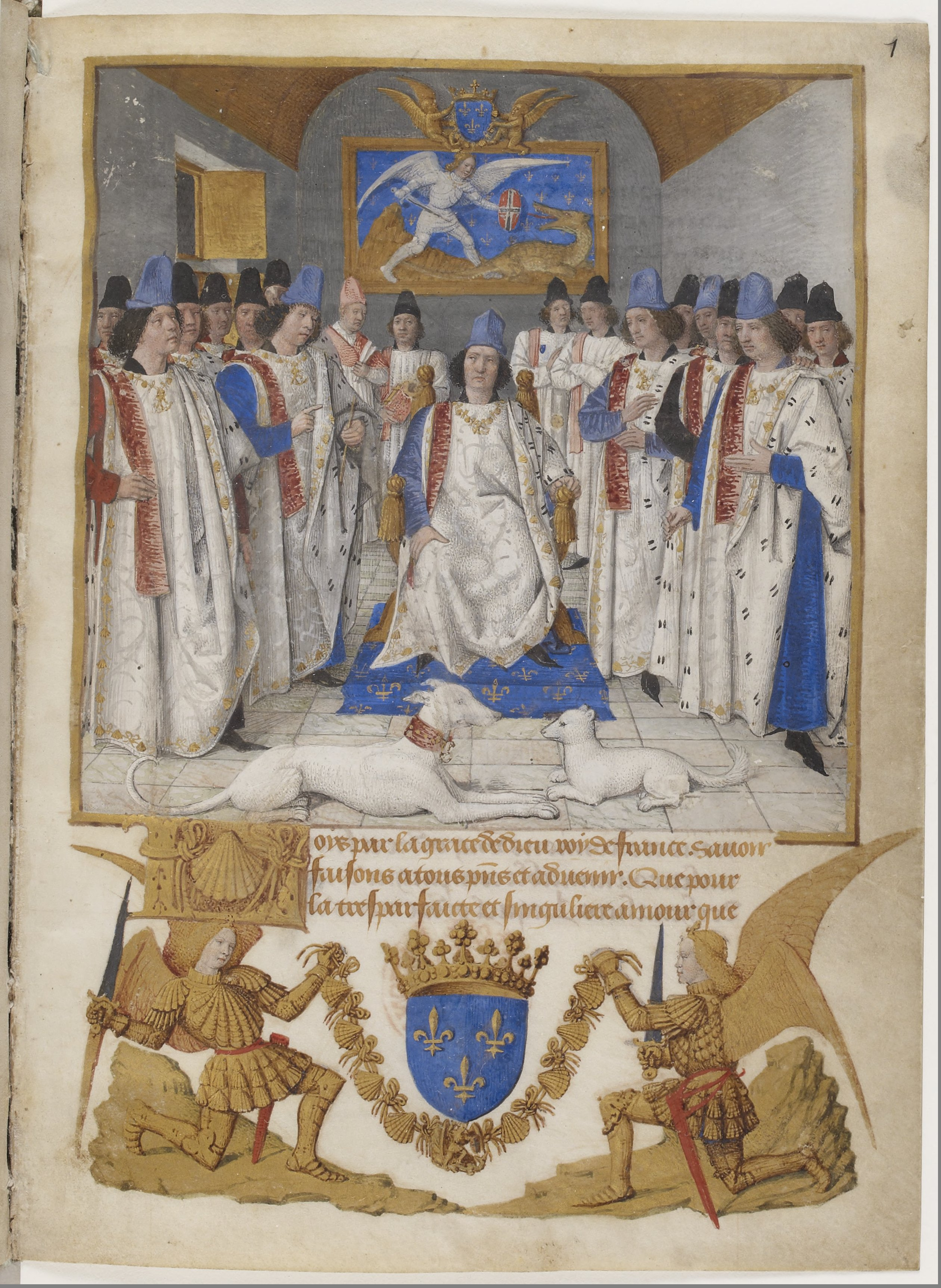
Louis XI préside le chapitre de Saint-Michel, dans les Statuts de l'ordre de Saint-Michel, miniature de Jean Fouquet, 1470, Paris, BnF

Après la fin de la guerre de la Ligue du Bien public, les Laval et Louis XI entretiennent de bonnes relations. La famille est restée loyale au roi, et celui-ci en retour a apprécié leur soutien. En 1467, il marque sa gratitude en nommant les Laval au rang de membre éminent du royaume. C'est un nouveau privilège et une gratitude. Le retour en faveur d'André auprès du roi est aussi marqué lors de la création de l'ordre de Saint-Michel. Le fait d'être nommé dans les 12 premiers chevaliers de l'ordre est un honneur royal, mais aussi un moyen pour le roi de s'offrir allégeance des nobles principaux de son royaume. Le fait qu'André de Lohéac et son frère Louis de Laval-Châtillon (fils cadets de Guy XIII) soient choisis parmi les 12 premiers chevaliers marquent l'importance de la famille de Laval à l'époque. Le fils du comte de Laval, François sera nommé chevalier quelques années plus tard. Si les Laval occupent des positions militaires de premier plan, ils occupent aussi des positions ecclésiastiques de même rang, comme Pierre de Laval, fils du comte de Laval Guy XIV, qui sera archevêque de Reims en 1473-93 et, lui aussi, proche de Louis XI.

### Guerres en Bretagne
À l'arrivée de Charles VIII au trône royal, les Laval possèdent un rang élevé dans la noblesse. Ainsi, c'est Pierre de Laval, qui comme archevêque de Reims, supervise la cérémonie du sacre, et appose la couronne royale sur la tête du roi. La position de la famille s'explique principalement dans son habilité de manœuvre dans les prises de position en faveur de la Bretagne ou en faveur de la France.
La « guerre folle » oppose à la fin du Moyen Âge une coalition de princes apanagistes et féodaux à Anne de Beaujeu, régente de France après la mort de Louis XI et en attendant la majorité du jeune roi Charles VIII. Elle commence en 1485 et se termine en 1488.
François II de Bretagne participe à la Guerre folle qui tourne mal pour lui : la demande de mobilisation générale d'avril 1487 est un échec. Deux expéditions royales (1487 et 1488) et la défaite décisive de Saint-Aubin du Cormier permettent à la régente de France Anne de Beaujeu d'exiger que la princesse Anne de Bretagne ne soit pas mariée sans l'assentiment de la France (traité du Verger, 1488).
Deux mois après, il meurt d'une chute et laisse une Bretagne endettée, enjeu d'une guerre franco-bretonne qui la dévaste deux ans durant. Sa fille est l’enjeu des ambitions des membres de son entourage comme de la régente de France Anne de Beaujeu.

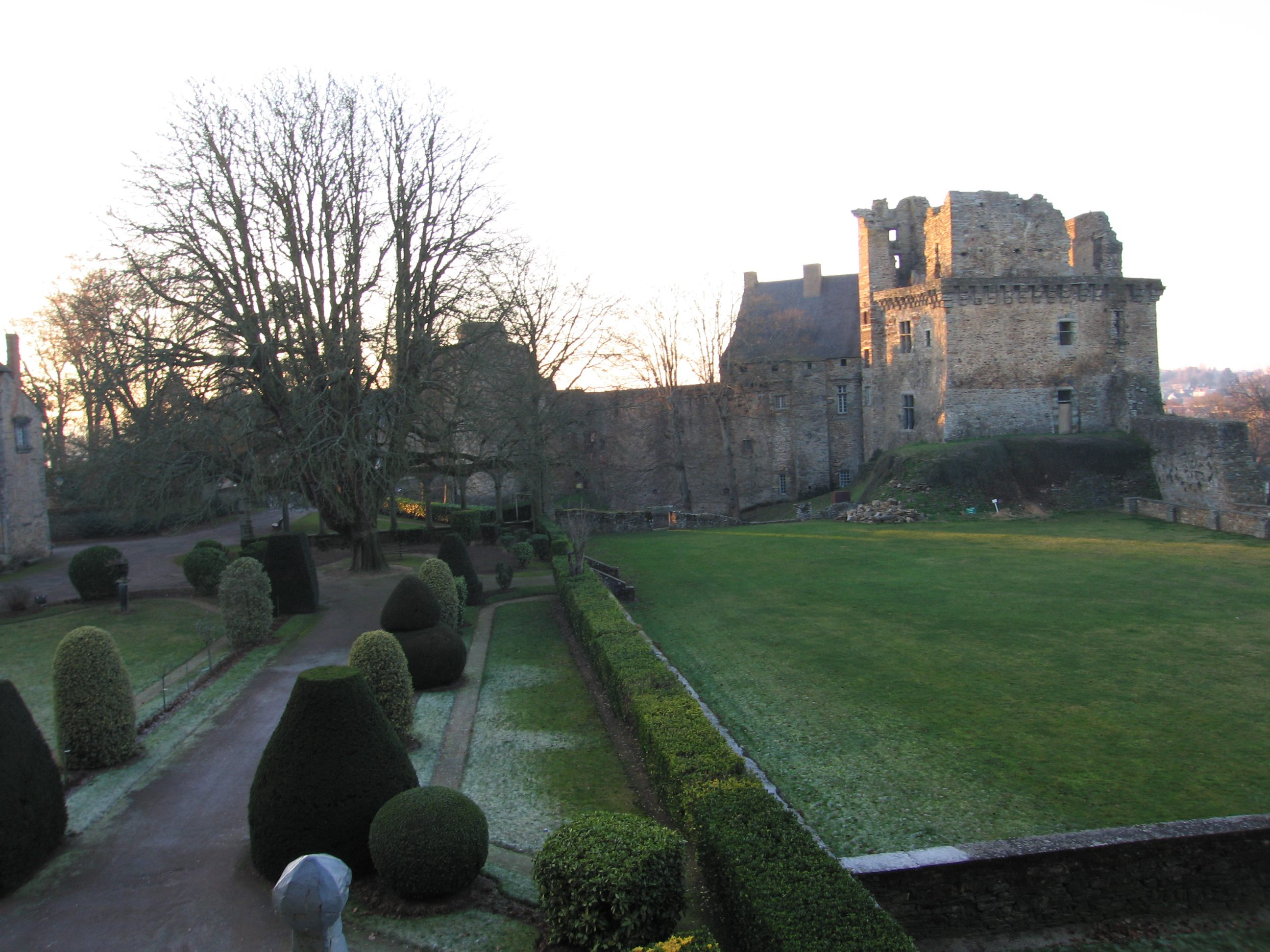
Vue des ruines médiévales du château de Châteaubriant

La faiblesse du parti breton, et le pouvoir toujours plus croissant de la France font que l'habitude des Laval à la position de neutralité devient difficile à tenir. De plus, les morts de Guy XIV de Laval en 1486, de André de Lohéac en 1485, et de Louis de Laval-Châtillon en 1488, marquent un changement de génération à un moment crucial dans l'histoire. La position stratégique des places fortes détenues par les Laval font de leur allégeance une raison militaire de très grande importance. Ils possèdent en 1488 de nombreux châteaux qui contrôlent l'entrée en Bretagne : Châtillon-en-Vendelais, Vitré, Le Pertre, Marcillé-Robert, La Guerche, Châteaubriant. Tout au long du XVe siècle, les ducs de Bretagne avaient pris conscience de ses positions militaires stratégiques, et avaient permis à plusieurs reprises aux Laval d'utiliser des fonds pour les maintenir. De l'autre côté de la frontière, les forteresses de La Gravelle et de Juvigné jouaient un rôle similaire pour la France.

### Entre Bretagne et France

#### Maison de France
Dans de telles circonstances, les décisions politiques prises par la famille de Laval sont accompagnées de grandes répercussions. En 1488, Guy XV de Laval est très proche de la cour du roi de France, mais les Laval sont aussi fortement rattachés à la maison de Bretagne. Guy XV est cousin issu de germain du roi de France dont il a obtenu une charge à la cour.
```
Charles VI

│
├──> 
Charles VII

│    │
│    └──> 
Louis XI

│         │
│         └──> 
Charles VIII

│
├──> 
Jeanne de France

│    x 
Jean V de Bretagne

│    │
│    └──> Isabelle de Bretagne
│         x Guy XIV de Laval
│         │
│         ├──> Guy XV de Laval
│         │
│         ├──> 
Pierre de Laval

│         │
│         └──> 
Jeanne de Laval

│              x 
René 
I
er
 d'Anjou
```

#### Maison de Bretagne

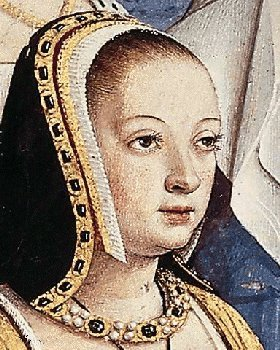
Anne de Bretagne

Néanmoins la nouvelle duchesse Anne de Bretagne est proche par sa généalogie de Guy XV.
```
Jean IV de Bretagne

│
│ │
│ └──>  
Jean V de Bretagne

│       x 
Jeanne de France

│       │
│       └──> Isabelle de Bretagne
│       │     x 
Guy XIV de Laval

│       │     │
│       │     └──> Guy XV de Laval
│       │
│       └──> 
François 
I
er
 de Bretagne

│       │
│       └──> 
Pierre II de Bretagne

│       │
│       └──> 
Gilles de Bretagne

│            x 
Françoise de Dinan

│ │
│ └──>  Richard d'Étampes
│       │
│       └──> François II de Bretagne
│       │     │
│       │     └──> Anne de Bretagne
```

À travers les seigneuries de Vitré, La Roche-Bernard, Châteaubriant, la famille de Laval représente trois des neuf pairs laïcs du duché de Bretagne, et Pierre de Laval, comme évêque de Saint-Malo est un des pairs ecclésiastiques. En 1488, Françoise de Dinan, épouse de Guy XIV de Laval est chargée de l’éducation de la jeune Anne de Bretagne, alors âgée de onze ans, et de sa sœur Isabeau. Son fils François de Laval-Montafilant sert dans l'armée bretonne.
```
Guy XIV de Laval
X  
Françoise de Dinan

│  
├─> François de Laval (
1464
-
1503
)
│  X Françoise de Rieux
│  │  
│  ├─> 
Jean de Laval-Châteaubriant

│  │   X 
Françoise de Foix

│  │
```

#### Le futur de la Bretagne
Nicolas de Laval-La Roche Bernard, futur Guy XVI de Laval, fils de Jean va aussi rejoindre finalement la cause du duché. Cette situation de dualité au sein de la même famille n'est pas unique, car la famille de Rohan est aussi présente dans les deux camps. Mais les relations de proximité entre les Laval et Anne de Bretagne ont fait de leur positionnement un cas intéressant à analyser.
Les Laval n'ont pas de positions ou d'attitudes prédéfinies concernant le futur de la Bretagne. Françoise de Dinan joue un rôle important dans les manœuvres matrimoniales touchant la jeune duchesse, qui épousera finalement le jeune roi de France. Elle est l'inspiratrice du traité de Châteaubriant de 1487. Elle pensera cependant à des solutions permettant de maintenir l'indépendance de la Bretagne.
Dans le même temps, Louis de Laval-Châtillon (fils cadet de Guy XIII) a des vues plus pro-françaises et dans une de ses dernières lettres écrites avant sa mort, il n'hésita pas cependant compte tenu de son expérience et de sa fidélité à la couronne de France à promouvoir le mariage d'Anne de Bretagne avec Charles VIII dans une lettre datée du 16 octobre 1488 :Sire, je ne suis pas des plus jeunes de vostre pays ne de ceulx qui ont le moins veu de choses, et suis tenu loyaument votre conseiller. Bien qu'il rédige sa lettre avec un conseil en faveur du roi, il n'en oublie pas que cette union serait particulièrement bénéfique à sa famille.
De même, l'historien Pierre Le Baud, proche de la famille de Laval semble bien avoir été de ceux qui conseillèrent à Anne de Bretagne d'épouser le roi Charles VIII.

#### Positionnement de Guy XV de Laval
Il a été mentionné par plusieurs auteurs que la loyauté de Guy XV dans ce conflit était quelque chose de non déterminé, compte tenu de passivité militaire naturelle. Cette affirmation ne prend cependant pas en compte les difficultés qu'il a rencontrées pendant ce conflit. Une grande partie de ces affinités étaient bretonnes et en choisissant le parti de la France, il s'est attiré nombre d'antagonismes de ses proches. Guillaume de Jaligny, un chroniqueur affirme que le comte aurait préféré la neutralité et ne pas prendre parti entre la France et la Bretagne. Il a pourtant pris rapidement conscience de l'ascension victorieuse de la France contre la Bretagne, et a fourni de façon assez discrète un soutien au roi de France, tout en ne se coupant pas de ses liens bretons.

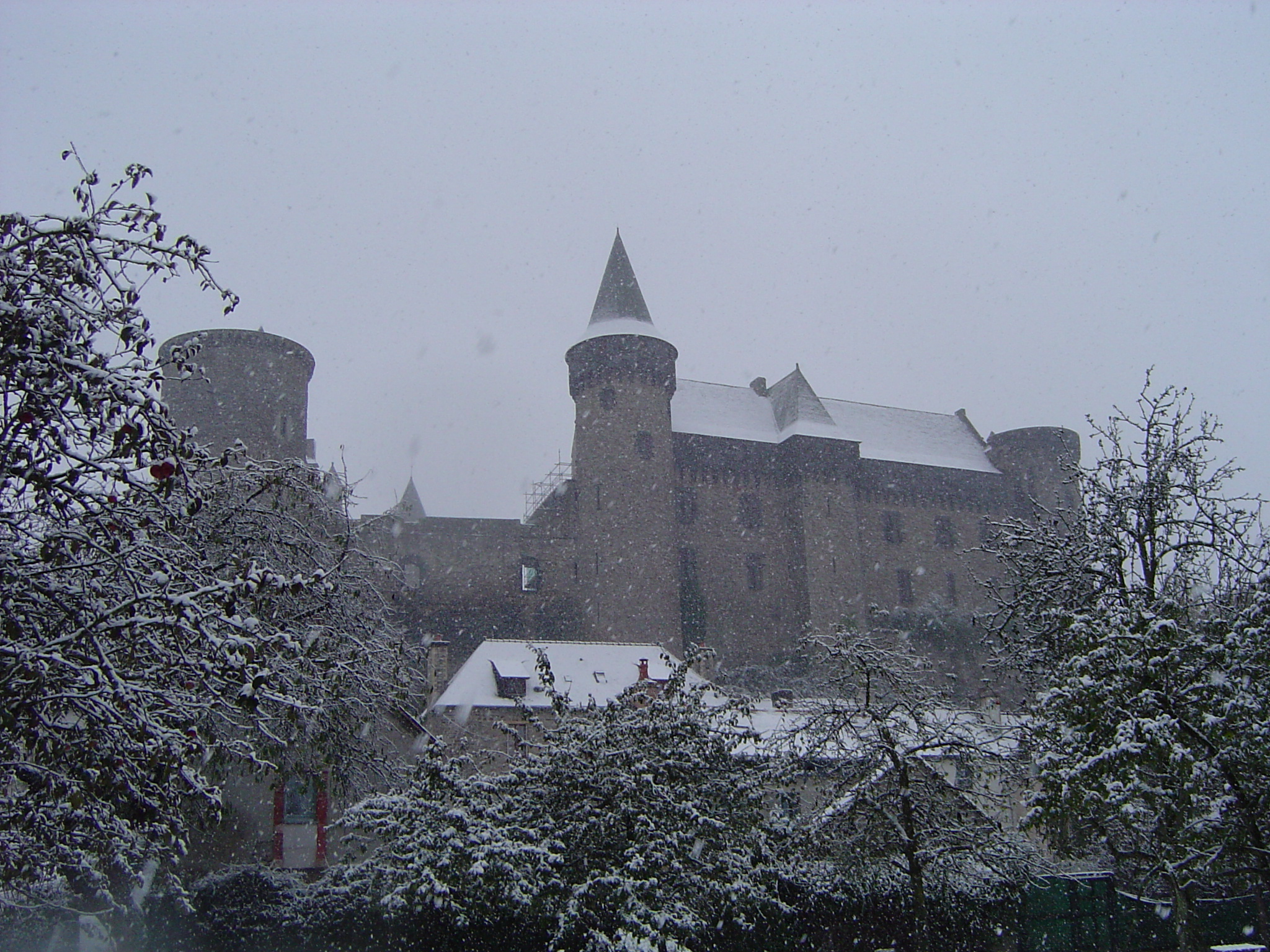
Le château de Vitré sous la neige

Ainsi, il ouvre, selon Bertrand d'Argentré, sans combat, en 1487, les portes de son château de Vitré et de la ville, aux troupes royales. D'Argentré affirme qu'il avait laissé pour instruction : Entrer de nuict les François en son châsteau de Vitré par une posterne, et par ce moyen les fist maistres de la ville. Cette décision fut prise contre la volonté des habitants et présentée comme un fait accompli. Il a aussi tenté de persuader son demi-frère François de Laval-Montfilant de rejoindre les Français. La position tenue par Guy XV de Laval fut clairement reconnue par le roi, qui fit de son mieux pour protéger les possessions de la maison de Laval. Des lettres de Charles VIII rappellent à son commandant en chef qu'en raison de sa loyauté, les possessions du comte de Laval doivent être aussi ménagées en termes de dommages autant que possible. Un peu après la guerre, il est nommé par le roi Grant maistre de l'ostel France, une des plus positions influentes dans l'administration royale. C'était un poste recherché depuis de nombreuses années par le comte de Laval et son rôle dans la guerre de Bretagne a permis d'instrumentaliser cette nomination. Le pouvoir qu'il obtenait avec une telle position était tel qu'il avait été suggéré de le nommer aussi connétable.
Être proche de la famille de Laval à la sortie de la guerre, offre de nombreux avantages. La nomination de Guy XV comme Grant maistre de l'ostel France ouvre de nombreuses facilités, et les alliés des Laval peuvent espérer profiter de postes importants et des honneurs associés dépendant du roi de France. Appartenir à l'entourage d'Anne de Bretagne permet aussi d'arriver aussi à se mettre en valeur au niveau de la cour de France. Après la mort de son mari, Anne dresse un registre coutumier de récipiendaires envers son entourage et ses alliés. On y retrouve comme récipiendaires, de nombreux membres de la famille de Laval comme François de Laval-Montafilant (fils cadet de Guy XIV) et son neveu Nicolas de Laval-La Roche-Bernard, ainsi que la future femme de ce dernier, Charlotte d'Aragon. On y retrouve aussi 37 notables bretons autorisés à porter le noir lors des funérailles du roi. Il y a notamment Maupertuis qui a servi les Laval comme capitaine de Châtillon-en-Vendelais et sera dans l'entourage de Guy XVI de Laval quelques années plus tard. Il y avait aussi un membre de la famille Saint-Gilles, proche des Laval depuis le début du XVe siècle. Guyon de Porçon, seigneur de la Haye, qui a servi comme sénéchal à Montfort-sur-Meu, et le seigneur de Vaucouleur était aussi mentionné. Jacques Guibe, aussi sur la liste, avait acheté de Guy XV la seigneurie de Moréac. Briand de Châteaubriant était un membre de la suite du comte, et un de ses hommes d'armes quelques années plus tard. On voit donc la proximité d'Anne de Bretagne avec la famille de Laval, et l'importance de cette dernière, comme pilier de l'autorité royale dans l'Ouest de la France.

### Les Laval à la fin duXVesiècle, un statut de prince?
Après avoir émergé des notables locaux au Xe siècle, la famille de Laval à la mort de Guy XV en 1501 est devenue une des principales familles aristocratiques du royaume de France. Pour prendre en compte ce rang, il faut examiner les éléments fondamentaux de leur statut : les droits et privilèges. À la fin du XVe siècle, le comte de Laval utilise de temps en temps le mot prince et occupe une position normalement réservée aux personnages de plus haut rang dans le royaume. On retrouve dans plusieurs documents Guy XV et Guy XVI sous le titre de Tres hault et très puissant prince très redoubté seigneur, monseigneur le comte de Laval, pendant que Guillaume Le Doyen, chroniqueur, utilise lui l'expression de « Noble Prince et mon très redoubté seigneur » Guy XV. Plusieurs historiens ont tendance a aussi les incorporer dans la catégorie princière.
Pierre Le Baud, en 1505, publie le titre Cronique des roys et princes de Bretaigne armoricane, dont une édition a servi de base en 1638, à l’Histoire de Bretagne, avec les chroniques des maisons de Vitré et de Laval.
« Sont cours aux robins des Princes de Bretagne,
Sont coups aux vilains si Princes les dédaignent,
Ni les cours aux vilains, ni les coups aux robins. Jean Meschinot, attaché la maison du comte de Laval en 1470-1471. »

Drapeau du royaume angevin de Naples

La famille de La Trémoïlle tentera de prouver que le titre de prince avait été utilisé par les Laval. C'est ainsi que Marie de La Tour d'Auvergne, épouse d'Henri III de La Trémoille exercera son autorité par procuration notamment sur les terres de Laval et de Vitré. Cette dernière, habile et ambitieuse, voulait que son mari fût prince, comme issu par la famille de Laval de Charlotte d'Aragon, héritière du royaume de Naples et de la principauté de Tarente. L'utilisation de ce titre indique une grande proximité avec le souverain, bien que cette utilisation peut être uniquement comme à la fin du XVIe siècle uniquement honorifique. Sous Guy XV, les Laval avaient des pouvoirs très étendus et des privilèges importants tels que le pouvoir régalien des lettres de rémission sur leurs possessions, mais selon Malcolm Walsby, tout cela semble insuffisants pour porter un tel titre officiel. Néanmoins, le chroniqueur Guillaume Le Doyen indique de Guy XVI : Prince estoit, et de grand renom / Digne estoit d'avoir un tel nom. Il faut peut-être penser comme Georges Chastelain que le port de ce titre était diminué de par le fait que celui qui le portait n'agissait pas comme un prince…

### Difficultés financières
Les difficultés financières avaient sans doute été créées par les prodigalités de Guy XVI et aux splendeurs de son train de mission, et se propagèrent à sa descendance. Elles ne prirent pas fin avec Guy XVII, et sa nièce, Guyonne de Laval, en 1555, sous la pression de ses créanciers, dut prendra des arrangements avec Claude de Rieux et d'Andelot, leur promettant la mise en vente du comté de Laval. Sans doute ceux-ci souhaitaient en faire l'acquisition, car ils prirent à leur charge l'avance du paiement des dettes de la maison et la direction de tous ses procès alors en instance. En fait, Laval ne fut pas mis en vente et c'est du comté de Montfort que d'Andelot se trouva investi vers 1558, en retour des soixante mille écus consacrés par lui à l'extinction du passif des Laval.

## Armorial
- Armorial des Laval

## Généalogie

### 1. Maison de Laval
La première maison de Laval commence à Guy Ier de Laval, et finit à Guy VI de Laval, mort en 1211, laissant pour héritière, Edme (ou Emme, Emma), sa sœur, qui fut mariée en 1220 à Mathieu II de Montmorency, à condition que le premier enfant qu’ils auraient prendrait le nom et les armes de Laval. Mathieu II de Montmorency, que le roi Philippe Auguste fit connétable de France, ne voulant point quitter les armes de sa Maison, il les brisa seulement de cinq coquilles d’argent sur la croix.
Une famille noble et aristocrate d'Angleterre, les Delaval descendraient de cette lignée.[réf. nécessaire]

### 2. Maison de Montmorency-Laval

Armoiries de la famille Laval-Montmorency

La seconde famille commence à Mathieu II de Montmorency, et finit à Guy XII de Laval, qui mourut en 1412, laissant pour héritière Anne de Montmorency-Laval, qui avait épousé en 1403 ou 1404, Jean de Montfort, seigneur de Kergorlay, lequel s’obligea par son contrat de mariage, lui et ses successeurs, in infinitum, de prendre le nom et les armes de Laval.

Une branche cadette existe : 

### 3. Maison de Montfort-Laval
La troisième famille commence à Jean de Montfort, dit Guy XIII de Laval, qui mourut en 1415, et finit par Guy XVII de Laval, qui mourut en 1547, âgé de vingt-cinq ans et trois mois, sans laisser d’enfants de Claude de Foix, son épouse.

### 4. Maison de Rieux-Laval
La quatrième famille commence par Louis de Sainte-Maure, dit Guy XVIII de Laval, qui avait épousé Renée de Rieux, petite-fille de Guy XVI de Laval. Renée de Rieux avait une sœur nommée Claudine qui épousa en 1547 François de Coligny, seigneur d’Andelot. Cette branche finit par Guy XX de Laval, tué en Hongrie en 1605, sans alliance.

### 5. Maison de La Trémoille-Laval
La cinquième famille commença par Henri de La Trémoïlle, par représentation d’Anne de Laval, sa bisaïeule, seconde fille de Guy XVI de Laval, qui avait épousé en 1521 François de La Trémoille, dont Louis III de La Trémoille, qui épousa en 1540 Jeanne de Montmorency, morte en 1596, dont Claude de La Trémoille, mort en 1604, et qui laissa de Charlotte-Brabantine d'Orange-Nassau, son épouse, Henri de La Trémoïlle, duc de Thouars, prince de Talmont, comte de Laval, etc.
Henri III de La Trémoille, encore protestant à cette époque, a son nom sur une cloche de Montjean, datée de 1646, à laquelle on a donné les noms de Maurice-Guy. C'est le dernier écho du nom traditionnel des comtes de Laval et une invitation à respecter cet usage. Les ducs de la Trémoïlle n'en firent rien. M. Le prince de Tarente, écrit-on de Laval le 2 décembre 1668, arriva jeudi soir (29 novembre) en la ville de Laval. Il y a sept ans qu'il n'y avoit esté.

## Personnalités

### La suite des Guy de Laval
- Guy Ier de Laval, XIe siècle ;
- Guy II de Laval ;
- Guy III de Laval ;
- Guy IV de Laval ;
- Guy V de Laval ;
- Guy VI de Laval ;
- Guy VII de Laval ;
- Guy VIII de Laval ;
- Guy IX de Laval ;
- Guy X de Laval ;
- Guy XI de Laval ;
- Guy XII de Laval ; son fils Guy de Laval ;
- Guy XIII de Laval ;
- Guy XIV de Laval (1406-1485) associé de Jeanne d'Arc ;
- Guy XV de Laval ;
- Guy XVI de Laval ;
- Guy XVII de Laval ;
- Guy XVIII de Laval ;
- Guy XIX de Laval ;
- Guy XX de Laval (1585-1605) ;
- Guy XXI de Laval ;

### Laval Loué, puis Laval Montmorency
- Guy 1er de Laval Loué ;
- Thibault 1er de Laval Loué, fils du précédent ;
- Guy II de Laval Loué, fils du précédent ;
- Pierre de Laval Montmorency, fils du précédent ;
- Gilles 1er de Laval Montmorency, fils du précédent ;
- Gilles II de Laval Montmorency ;
- Jean de Laval Montmorency, fils du précédent ;
- Guy III de Laval Montmorency † 1590, fils du précédent.

### Ecclésiastiques
- Guy de Laval, (†1338) évêque de Quimper puis du Mans ;
- Pierre de Laval, (†1357) évêque de Rennes ;
- Gilles de Montmorency-Laval, († vers 1502) évêque de Sées
- François de Laval, (vers 1500-1554) évêque de Dol-de-Bretagne ;
- Pierre de Laval, (1443-1493) évêque de Saint-Brieuc et de Saint-Malo puis archevêque-duc de Reims et Pair de France ;
- Jeanne de Laval, abbesse d’Étival-en-Charnie ;
- Henri-Marie de Laval de Boisdauphin, (1620-1683), évêque du Léon et de La Rochelle ;
- François de Montmorency-Laval, (1623-1708) évêque titulaire de Pétrée puis 1er évêque de Québec, canonisé en 2014 ;
- Louis-Joseph de Montmorency-Laval, (1724-1808) cardinal, prince-évêque de Metz et grand aumônier de France ;
- Marie-Louise de Laval-Montmorency, (née en 1723), fut la dernière et quarante-troisième abbesse de Montmartre.

### Militaires
- Gilles de Laval-Montmorency, plus connu sous le nom de Gilles de Rais, seigneur d'Ingrandes et de Champtocé-sur-Loire, (vers 1405 -† 26 octobre 1440), maréchal de France en 1429
- André de Lohéac, seigneur de Lohéac et de Retz (1408 † 1486), maréchal de France en 1439
- Urbain de Montmorency-Laval, marquis de Sablé (1557-1629), maréchal de France
- Guy, comte de Montmorency-Laval (1677-1751), maréchal de France en 1747
- Guy de Montmorency, duc de Laval (1723-1798), maréchal de France en 1783
- Anne Alexandre Marie Sulpice Joseph de Montmorency, marquis de Laval, puis duc de Laval, héros de la guerre d'indépendance des États-Unis.
- Anne Adrien Pierre de Montmorency-Laval, duc de Laval.

### Politiques
- Henri II de Montmorency
- Mathieu de Montmorency-Laval

## Possessions
Le Pays de Retz appartint à la maison de Laval, et fut en 1581 érigé en duché-pairie en faveur de la maison de Gondi, qui l'avait jusque-là possédé à titre de baronnie, puis de comté, et il passa en 1676 par héritage dans la maison de Villeroy.

### Sources et bibliographie

#### Sources primaires
- L'art de vérifier les dates des faits historiques, des chartes, des chroniques et autres anciens monuments, depuis la naissance de Notre-Seigneur, t. II, Paris, Alexandre Jombert jeune, 1784, 3e éd. (lire en ligne), « Chronologie historique des sires, puis comtes, de Laval », p. 864-875.
- Charles Maucourt de Bourjolly, Mémoire chronologique des seigneurs fondateurs, du château et de la ville de Laval, écrit en 1711, édité à Laval, Moreau, 1886, 2 vol. in-−8° et table. Annoté par Arthur Bertrand de Broussillon, sur le texte établi par Jules Le Fizelier ; un fascicule contient les notes de Louis-Julien Morin de la Beauluère.
- Arthur Bertrand de Broussillon ( éd.) (ill. Paul de Farcy), La Maison de Craon, accompagnée du Cartulaire de Craon, t. II, Paris, Alphonse Picard et fils, 1893 (présentation en ligne).
- Arthur Bertrand de Broussillon ( éd.) (ill. Paul de Farcy), La maison de Laval, 1020-1605. Étude historique accompagnée du cartulaire de Laval et de Vitré, t. I : Les Laval, 1020-1264, Paris, Alphonse Picard et fils, 1895, XVI-320 p. (lire en ligne).
- Arthur Bertrand de Broussillon ( éd.) (ill. Paul de Farcy), La maison de Laval, 1020-1605. Étude historique accompagnée du cartulaire de Laval et de Vitré, t. II : Les Montmorency-Laval, 1264-1412, Paris, Alphonse Picard et fils, 1898 (lire en ligne).
- Arthur Bertrand de Broussillon ( éd.) (ill. Paul de Farcy), La maison de Laval, 1020-1605. Étude historique accompagnée du cartulaire de Laval et de Vitré, t. III : Les Montfort-Laval, 1412-1501, Paris, Alphonse Picard et fils, 1900 (lire en ligne).
- Arthur Bertrand de Broussillon ( éd.) (ill. Paul de Farcy), La maison de Laval, 1020-1605. Étude historique accompagnée du cartulaire de Laval et de Vitré, t. IV : Les Montfort-Laval et leurs cadets, 1501-1605, Paris, Alphonse Picard et fils, 1902, 417 p. (lire en ligne).
- Arthur Bertrand de Broussillon ( éd.) (ill. Paul de Farcy), La maison de Laval, 1020-1605. Étude historique accompagnée du cartulaire de Laval et de Vitré, t. V : Nouvelles recherches. Table des noms, Paris, Alphonse Picard et fils, 1903, 307 p. (lire en ligne).
- Arthur Bertrand De Broussillon et Paul de Farcy, Sigillographie des seigneurs de Laval, 1095–1605, Mamers, G. Fleury et A. Dangin, 1888, 152 p. (lire en ligne).
- Arthur Bertrand De Broussillon et Eugène Vallée, Documents inédits pour servir à l'histoire du Maine au XIVe siècle : avec une table alphabétique des noms, vol. I, Le Mans, Société historique de la province du Maine, coll. « Archives historiques du Maine », 1905, 597 p. (lire en ligne).
- Jehan Daniel, Ordre funèbre triomphant et pompe pitoyable tenue a l'enterrement de feu le comte de Laval et amiral de Bretagne et lieutenant du roi, 1531.
- André Duchesne, Histoire généalogique de la maison de Montmorency et de Laval. À la suite : Preuves de l'histoire de la maison de Montmorency, Sébastien Cramoisy, 1624.
- Louis Charles de La Trémoille (éd.), Les La Trémoïlle pendant cinq siècles, tome 1 : Guy VI et Georges (1343-1446), tome 2 : Louis I, Louis II, Jean et Jacques (1431-1525), tome 3 : Charles, François et Louis III (1485-1577), tome 4, tome 5 : Charles-Louis-Bretagne, Charles-Armand-René, Jean-Bretagne, Charles-Godefroy et Charles, Bretagne-Marie-Joseph de La Trémoïlle (1685-1839), Nantes, Émile Grimaud éditeur-imprimeur, 1890-1896. Extrait : « L'histoire de ma famille a déjà été faite sommairement plusieurs fois par des auteurs dont les ouvrages sont connus. ...... Ce travail a pour but de reconstituer, d'après la Chambre des comptes des La Trémoille, l'état de fortune de mes ancêtres du XIVe siècle au XVIIIe siècle, en donnant pour chaque siècle un budget qui doit montrer leur plus ou moins grande prosperité financière. À ces budgets, qui sont la raison d'être de ma publication, j'ai ajouté, sous les Titres d'Extraits des Comptes et de Pièces justificatives, des documents ou des analyses de pièces éclairant la vie, le caractère, les habitudes et l'entourage des personnages dont je m'occupe. »
- Pierre Le Baud, Histoire de Bretagne avec les Chroniques des maisons de Laval et de Vitré, Paris, 1638.
- Guillaume Le Doyen, Annales et Chronicques du païs et comté de Laval et parties circonvoisines, écrit au XVIe siècle, édité et annoté par Louis-Julien Morin de la Beauluère en 1859.
- « Maison de Laval », André René Le Paige, Dictionnaire topographique historique généalogique et bibliographique de la province du Maine, 1777 [détail des éditions] (lire sur Wikisource).